# Basilique San Lorenzo de Florence
Pour les articles homonymes, voir Église San Lorenzo.
La basilique San Lorenzo est l'un des principaux lieux de culte catholique de Florence, situé sur la place du même nom dans le centre historique de la ville. Elle fait partie des églises qui rivalisent pour le titre de plus ancienne de la ville et a la dignité de basilique mineure. Elle comprend notamment des constructions ou œuvres de Filippo Brunelleschi, Donatello, Michel-Ange, Andrea del Verrocchio, Benozzo Gozzoli, Fra Filippo Lippi et Bronzino. Elle est accolée aux chapelles des Médicis qui contiennent les sarcophages de la Maison de Médicis, famille régnante de Florence.
Le marché Central de Florence, le marché touristique San Lorenzo, se tient près de l'église.

## Historique

### Origines
Selon la tradition, la basilique fut fondée au IVe siècle sur une colline près du cours (plus tard détourné) de la Mugnone, grâce au don de Giuliana, une matrone d'origine juive. Déjà en 393, elle est consacrée comme cathédrale de la ville au martyr Laurent de Rome (Lorenzo), en présence de saint Ambroise de Milan et de saint Zénobe de Florence. Le lieu à l'époque est juste à l'extérieur des fortifications de Florence, comme la plupart des sites des basiliques paléochrétiennes dans les villes romaines.
Le monticulus Sancti Laurentii est aujourd'hui masqué par des marches qui remontent, dans leur agencement actuel, à 1912-1913 . Il ne reste presque rien de l'église primitive. Des traces archéologiques fragmentaires, sans lien organique, ont été mises au jour çà et là sous le sol de l'église, lors de fouilles dans les années soixante et soixante-dix du XXe siècle. Des vestiges de maisons et de commerces construits à proximité de l'église ont été retrouvés dans les travaux de 1912-1913.

### Moyen Âge
Pendant trois cents ans, San Lorenzo est la cathédrale de Florence, avant de céder son « statut » à Santa Reparata, lorsque les restes de l'évêque de Florence, saint Zénobe y sont transférés.
L'église est agrandie et reconsacrée pour la première fois en 1059, à l'initiative de l'évêque Gherardo di Borgogna, lorsqu'il devient pape sous le nom de Nicolas II ; à cette occasion, elle est également dotée d'un chapitre de chanoines, qui donne l'impulsion à la construction de certaines salles, comme le cloître à côté de l'église.
Mathilde de Toscane (morte en 1115), duchesse de Toscane, semble avoir eu sa résidence près de San Lorenzo, d'où elle réussit à garantir une certaine harmonie entre les partis citoyens de l'époque.

### La phase Médicis

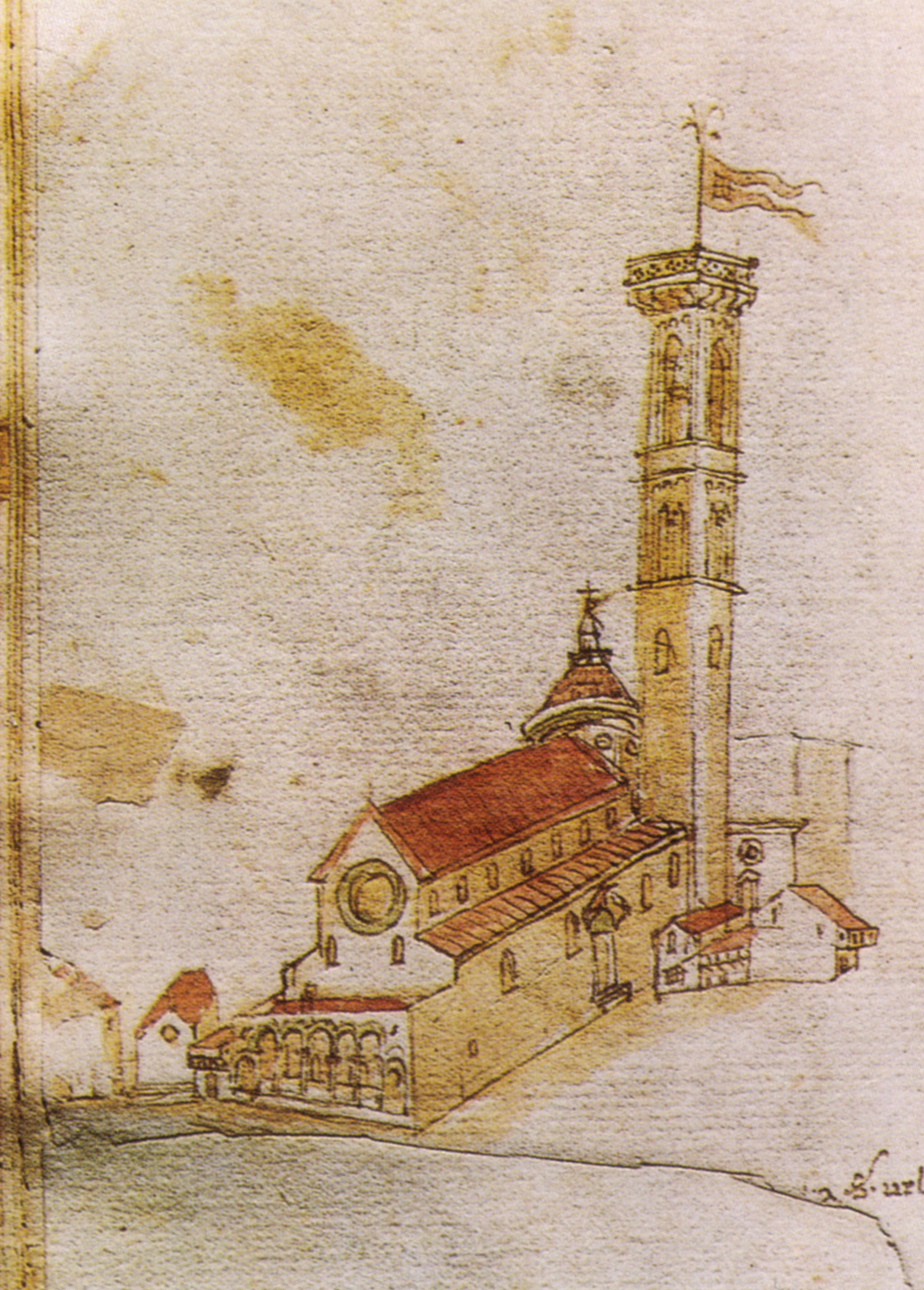
La basilique San Lorenzo dans le codex Rustici (XVe siècle).

Une nouvelle extension est approuvée par les chanoines au début du XVe siècle. Les travaux avancent d'abord très lentement. En 1418, le prieur Matteo Dolfini obtient de la Seigneurie de Florence l'autorisation de démolir certaines maisons pour agrandir le transept de l'église. Le 10 août 1421, il célèbre une cérémonie solennelle pour bénir le début des travaux. Parmi les financiers se trouve le très riche banquier Jean de Médicis (1360-1429), qui habite le quartier et qui a probablement nommé l'architecte qui travaille déjà à sa chapelle, l'actuelle Sagrestia Vecchia : Filippo Brunelleschi. La reconstruction de toute l'église est un projet qui devait mûrir plus tard, probablement après 1421, lorsque Dolfini meurt. Le début de l'intervention de Brunelleschi se situe cette année-là.
Alors que la sacristie est achevée en 1428 (et que les funérailles solennelles de Jean de Médicis y sont célébrées en 1429), les travaux de l'église ont au contraire peu avancés ; ils sont presque bloqués. 
Le manque de fonds a ralenti la construction et forcé des changements dans la conception originale. Au début des années 1440, seule la sacristie (maintenant appelée l'ancienne sacristie) avait été travaillée, car elle était payée par les Médicis . Après 1441, Cosme de Médicis, le fils de Jean, assume la quasi-totalité du fardeau de la reconstruction qui progresse lentement, marquée par des incertitudes et des interruptions. Dans cette seconde phase, la direction des travaux passe probablement à Michelozzo, architecte du palais Medici-Riccardi voisin et héritier de nombreux chantiers commencés par Brunelleschi, alors âgé et concentré sur d'autres tâches. Bien que le bâtiment ait été en grande partie achevé en 1459 à temps pour une visite à Florence de Pie II, les chapelles le long des allées de droite sont encore en construction dans les années 1480 et 1490.
À partir de 1457, Antonio Manetti Ciaccheri est chargé du chantier et en 1461, alors que les travaux sont presque terminés, le maître-autel est consacré. Trois ans plus tard, Cosme de Médicis meurt et est enterré dans une crypte souterraine, placée dans un pilier exactement en dessous de l'autel central.
Depuis lors, San Lorenzo devient le lieu de sépulture des membres de la famille Médicis, une tradition qui s'est poursuivie, à quelques exceptions près, jusqu'aux grands-ducs et à l'extinction de la famille. Cette coutume a également été reprise, par analogie, par les membres ultérieurs de la Maison de Lorraine qui utilise le sous-sol de la basilique pour leurs inhumations.
Léon X commande la Sagrestia Nuova à Michel-Ange, pour abriter les tombes des deux descendants de la famille Médicis, Laurent II de Médicis, duc d'Urbino, et Julien de Médicis (1479-1516), duc de Nemours, qui sont tous deux morts dans la trentaine à la grande consternation du pape qui avait œuvré pour leur affirmation. Les travaux sont effectués en plusieurs étapes, incluant les tombes de Laurent de Médicis et de son frère Julien de Médicis (1453-1478), avec une grande lenteur et une réduction progressive des projets, jusqu'à ce que, acculé pour son soutien anti-médicien à la république de Florence, Michel-Ange troque un sauf-conduit incluant une conclusion partielle des travaux.
Clément VII, l'autre pape Médicis, ne manque pas non plus d'enrichir le complexe de San Lorenzo, en chargeant Michel-Ange de construire la Bibliothèque Laurentienne, tandis qu'à l'intérieur de l'église il fait construire le balcon de l'envers de la façade pour exposer des reliques.
La vaste chapelle des Princes, séparée, située derrière le maître-autel, est une entreprise grandiose commencée au temps de Ferdinand Ier de Médicis ; les Médicis la paient encore lorsque le dernier membre de la famille, Anne-Marie-Louise de Médicis, meurt en 1743.
Anne-Marie-Louise de Médicis commande la dernière œuvre importante de la basilique : la décoration de la coupole avec la Gloire des saints florentins par le peintre Vincenzo Meucci (1742), une maigre compensation cependant par rapport à la destruction des fresques de Pontormo dans le chœur de l'église, perpétrée dans ces mêmes années.
Au moment où le bâtiment est  achevé, certains aspects de sa disposition et de ses détails ne correspondaient plus au plan d'origine. La principale différence est que Brunelleschi avait envisagé que les chapelles le long des bas-côtés soient plus profondes et ressemblent beaucoup aux chapelles du transept, la seule partie du bâtiment connue pour avoir été achevée selon la conception de Brunelleschi.
La petite clocher-tour date de 1740, œuvre de Ferdinando Ruggieri. Il remplace celui détruit par un incendie en 1423.

### Période moderne
Avec la suppression des corps religieux au XIXe siècle, la bibliothèque est légalement séparée du reste du complexe et le musée national des chapelles Médicis est créé. En 1907, l'Opera medicea laurenziana est créé pour la gestion et la préservation de la basilique. À partir du 1er mars 2001, pour accéder à l'église, il est obligatoire de payer un billet qui revient à l'Opera Laurenziana. En raison de l'histoire des deux derniers siècles, le complexe laurentien, l'un des plus importants de tout Florence, se présente aujourd'hui fragmenté, correspondant aux différents usages des lieux : religieux, touristique, muséal, bibliothèque. Pour visiter l'ensemble, à l'exception du cloître principal en entrée libre, et des espaces réservés aux religieux (inaccessibles), il faut aujourd'hui retirer trois billets différents, utilisables avec des horaires de visite différents : un pour la basilique, la Sagrestia Vecchia et la crypte ; un pour la chapelle des Princes et la Sagrestia Nuova ; et un pour les salles monumentales de la Bibliothèque Laurentienne, ouvertes pour la plupart uniquement à l'occasion d'expositions temporaires régulières.
En juillet 2011, le maire de l'époque, Matteo Renzi, a proposé de compléter la façade de l'église avec le projet de Michel-Ange de 1515, à réaliser pour le 500e anniversaire en 2015. La proposition était basée sur les bâtiments du XIXe siècle de deux des principales églises florentines : la basilique Santa Croce de Florence, dont la façade a été construite entre 1853 et 1863, et la cathédrale Santa Maria del Fiore, construite entre 1871 et 1887. L'initiative, qui aurait dû passer par un référendum populaire, n'a pas été suivie d'effet.

### Façade inachevée de Michel-Ange

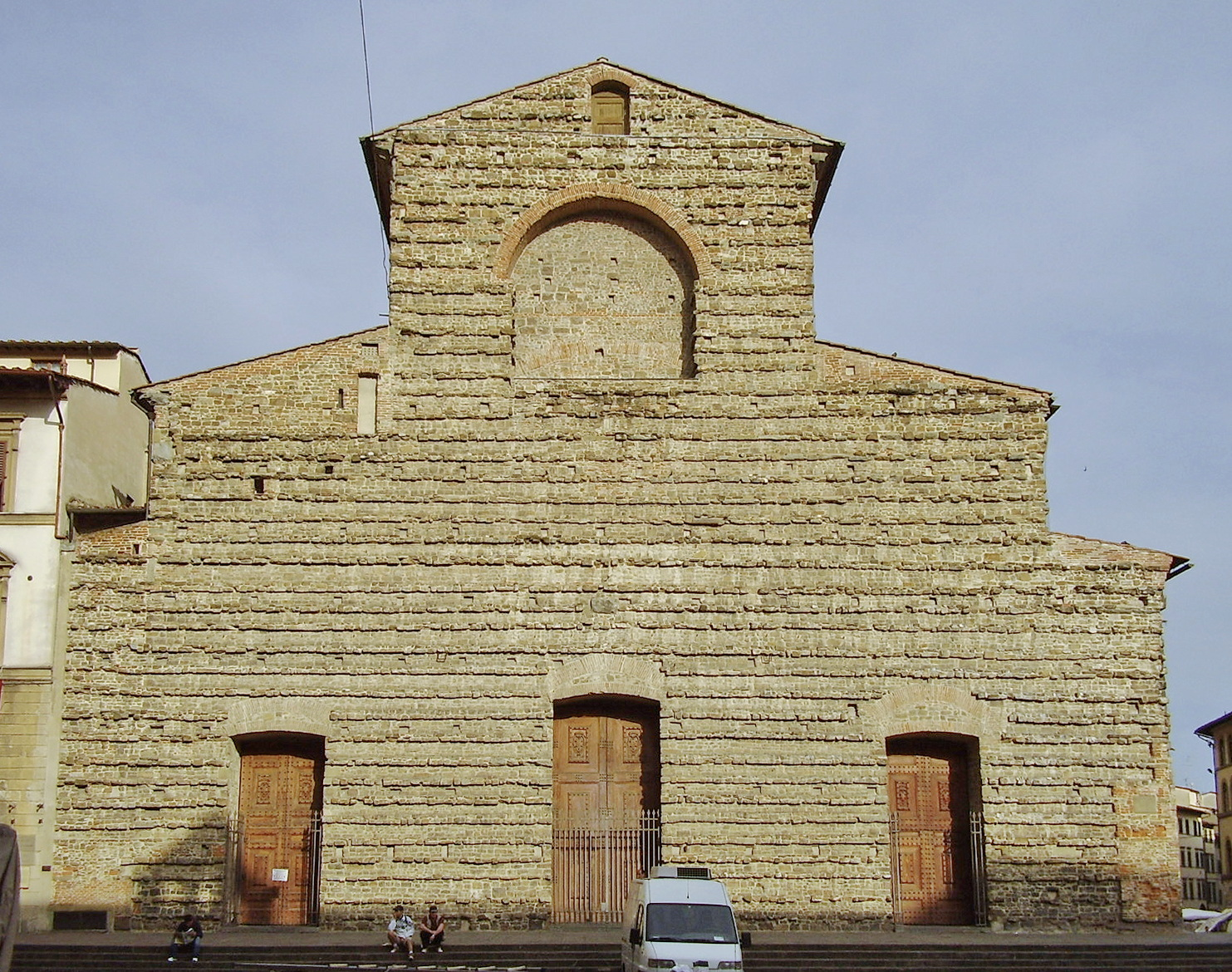
Façade inachevée.

La façade de l'église est restée inachevée : le pape Léon X Médicis, après un concours auquel participent de grands artistes tels que Raphaël et Giuliano da Sangallo, confie à Michel-Ange la tâche la concevoir en 1518, date à laquelle un contrat est signé pour la réaliser en huit années, l'artiste devant y travailler en même temps qu'au tombeau de Jules II dont il a demandé que le marbre lui soit envoyé à Florence. L'artiste exécute un modèle en bois d'une façade classique et proportionnée. Le travail n'est pas terminé en raison de problèmes techniques et financiers qui surgissent lors de l'approvisionnement en matériaux: Le projet exige un cadre architectural orné de sculptures. Peu après la signature du contrat, Michel-Ange apprend que le marbre ne serait pas acheté à Carrare, mais extrait de la nouvelle carrière de Pietrasanta, en terre florentine. Pour sortir le marbre, il faut construire une route ; les gens de Carrare, de peur de ne plus pouvoir exporter leur principal produit, organisent une grève des bateliers pour empêcher le transport de la pierre de Pietrasanta sur l'Arno jusqu'à Florence. Après d'autres querelles financières, le contrat de la façade est brusquement résilié, au bout de trois ans Quelques années plus tard, le projet de Michel-Ange pour San Lorenzo est utilisé pour la construction de la façade de la basilique Saint-Bernardin-de-Sienne à L'Aquila par Nicola Filotesio.

## Description

### Extérieur
La façade de San Lorenzo est à pignon, avec des pierres brutes apparentes sur lesquelles s'ouvrent trois portails voûtés. Le côté droit est en pierre lisse, décoré d'un ordre d'arcs aveugles et de pilastres. De ce côté, l'extérieur de la Sagrestia Nuova de Michel-Ange est visible, habillée d'un petit dôme couvert d'écailles se terminant par une lanterne à colonnes de marbre.
Au sommet, au-dessus de la lanterne, se trouve la grande coupole de la chapelle des Princes, couverte de tuiles.
À l'arrière de l'église (avec un accès par l'arrière sur la Piazza Madonna degli Aldobrandini) se trouve la grandiose chapelle des Princes avec sa grande coupole qui est la deuxième plus grande de Florence après la coupole de Santa Maria del Fiore.

### Architecture intérieure

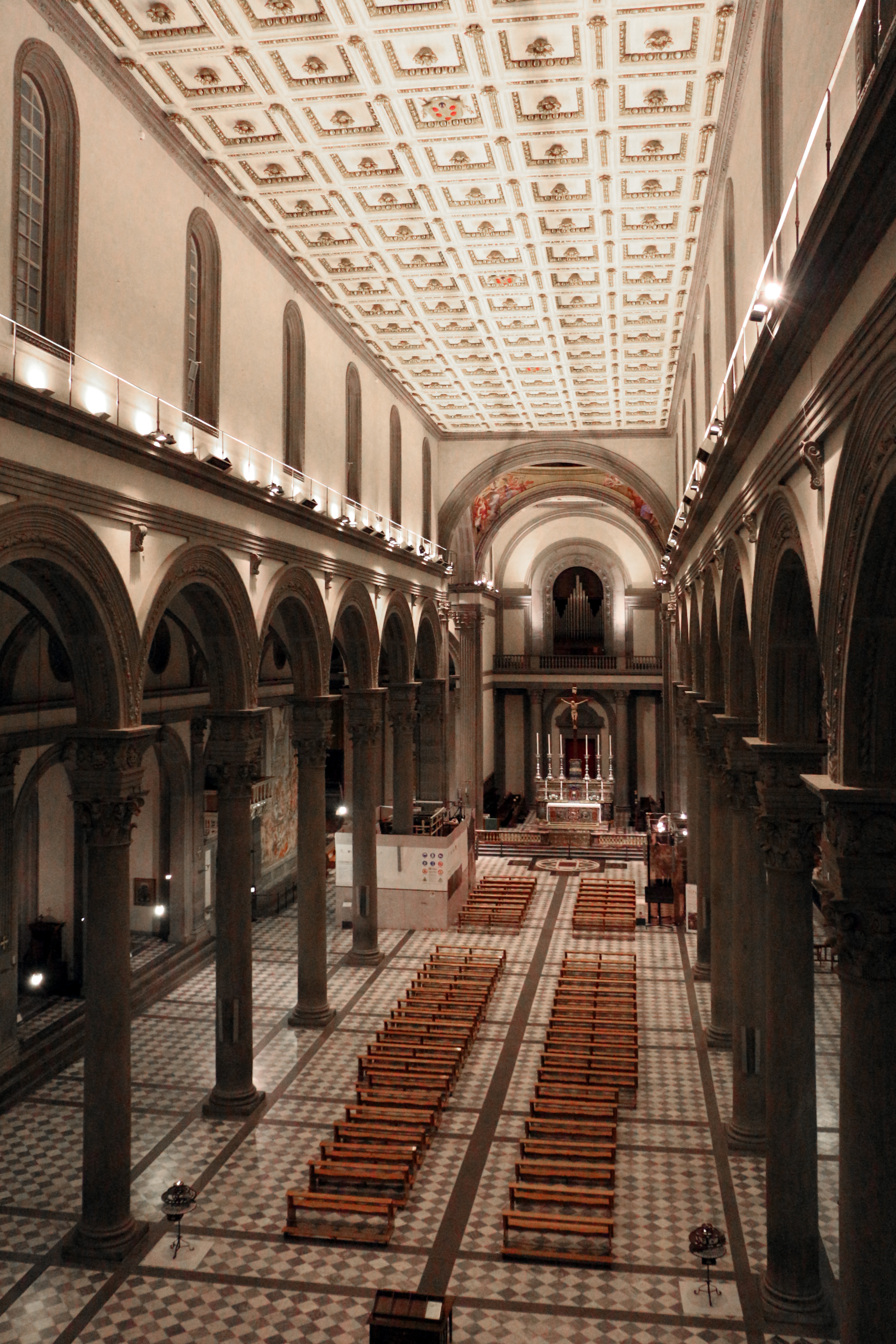
Nef de la basilique.

L'église se présente comme une croix latine à trois nefs, avec des chapelles latérales le long des nefs latérales et du transept. À l'intersection des bras se trouve un dôme. L'agencement, comme dans d'autres œuvres de Brunelleschi, s'inspire d'autres œuvres de la tradition florentine médiévale, telles que Santa Croce, la basilique Santa Maria Novella ou Santa Trinita. Inspiré de ces modèles, Brunelleschi a souhaité quelque chose de plus rigoureux, avec des résultats révolutionnaires : l'innovation fondamentale réside dans l'organisation des espaces le long de l'axe médian en appliquant la notion de module à la fois en plan et en élévation, correspondant à la taille d'une travée carrée, avec la base de 11 braccie fiorentine, à peu près la même que le Spedale degli Innocenti construit à partir de 1419, qui fait 10 braccie fiorentine. L'utilisation du module régulier, avec la répétition rythmique conséquente des membres architecturaux, définit un balayage en perspective d'une grande clarté. Les deux bas-côtés sont déterminés comme le développement symétrique de la loggia de l'hôpital, appliqué pour la première fois à l'intérieur d'une église : en effet, ici aussi l'utilisation de la travée carrée et de la croisée d'ogives génère la sensation d'un espace marqué, comme une série régulière de cubes imaginaires surmontés d'hémisphères.
Les murs latéraux sont ornés de pilastres qui encadrent les arcs en plein cintre des chapelles. Ces derniers ne sont pas proportionnés au module et sont considérés comme une falsification du projet initial de Brunelleschi, mis en œuvre après sa mort en 1446. De plus, pour la nef, Brunelleschi a probablement dû s'adapter aux fondations déjà entamées par Dolfini. Sur la base d'enquêtes d'archives, d'études des fondations et d'un dessin de Giuliano da Sangallo du début du XVe siècle, le projet original a été reconstitué qui aurait dû inclure un entourage de chapelles de plan carré (au lieu de celles actuelles rectangulaires), avec une voûte d'ogives et une abside sur le mur du fond, qui se prolongeaient également à l'intérieur de la façade et aux extrémités du transept et du chœur, où des paires de chapelles symétriques étaient prévues à chaque extrémité : un modèle révolutionnaire que l'architecte a essayé d'appliquer quelques années plus tard, avec des résultats plus cohérents, dans la basilique Santo Spirito.
Malgré les modifications, la basilique offre toujours une impression de conception rationnelle de l'espace, soulignée par les éléments architecturaux de soutien en pietra serena, qui se détachent sur le plâtre blanc selon le style de Brunelleschi le plus reconnaissable.

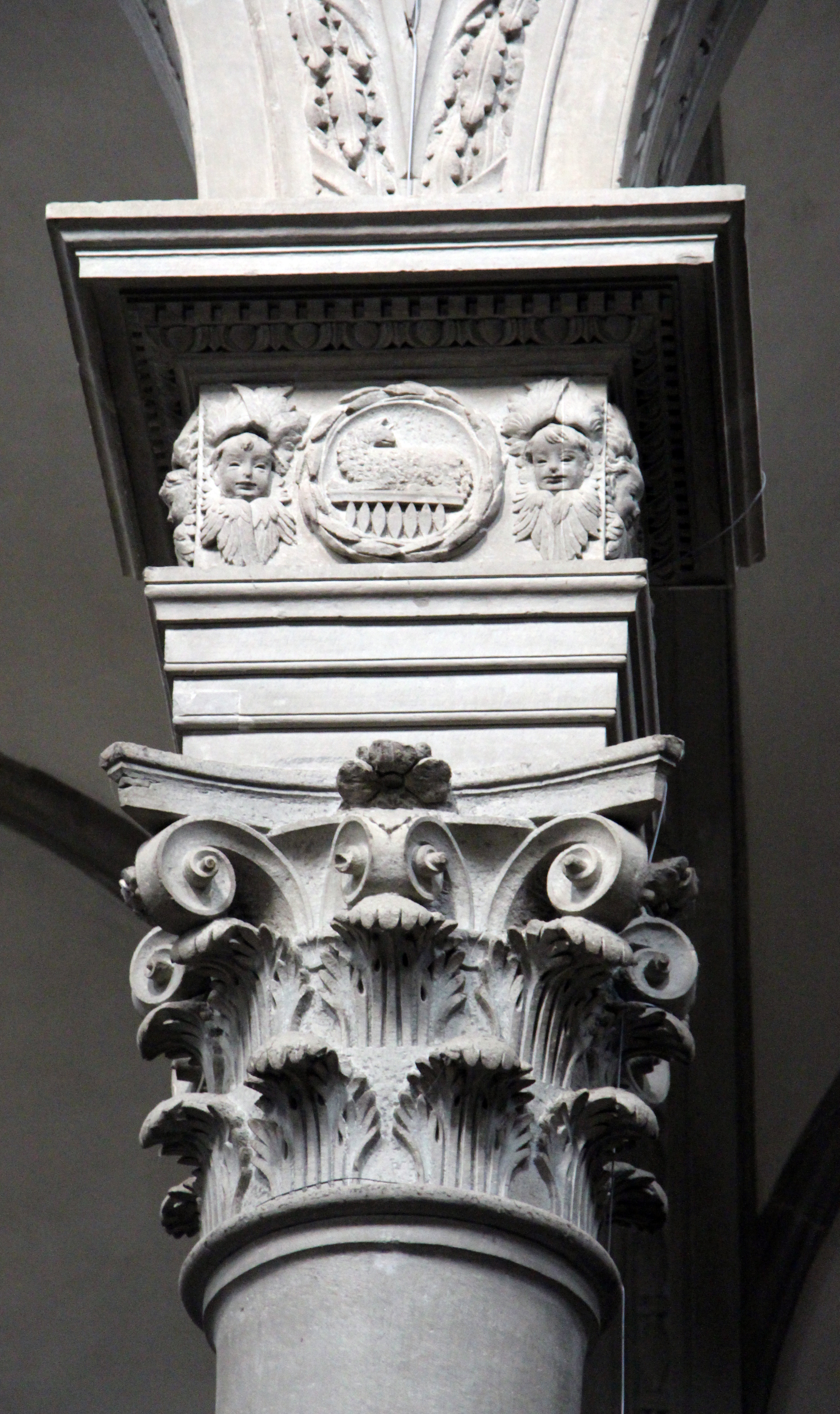
Chapiteau et pulvino (imposte d'arc) de Brunelleschi.

L'intérieur est extrêmement lumineux, grâce à la série de fenêtres cintrées longeant la claire-voie. Les colonnes reposent sur des semelles courtes, ont des tiges lisses et se terminent par l'innovante « dado brunelleschiano », composée d'un chapiteau d'ordre corinthien et d'un pulvino cubique, composé d'une frise à reliefs de protomés d'anges et de grils de saint Laurent. Les arcs de la nef sont en plein cintre, surmontés d'une corniche en saillie. Le plafond de la nef centrale est orné de caissons avec des rosaces dorées sur fond blanc. Le projet de Brunelleschi comprenait une voûte en berceau, y compris dans le transept, alors que les bas-côtés sont couverts de d'une voûte sphérique. Chaque chapelle latérale est surélevée de trois marches, flanquée de pilastres et surmontée d'un arc en plein cintre, qui est relié à la corniche par un corbeau.
Les décorations des éléments architecturaux de la basilique avec des angelots et des motifs végétaux, sont l'œuvre des ateliers d' Antonio et de Tommaso Rossellino, avec l'aide de Pagno di Lapo Portigiani (seconde moitié du XVe siècle).

### Tribune des reliques
La façade intérieure est constituée de la Tribune des reliques de Michel-Ange (1531-1532), surmontée au XIXe siècle d'un grand écu de la maison de Savoie en grisaille.

### Nef de droite

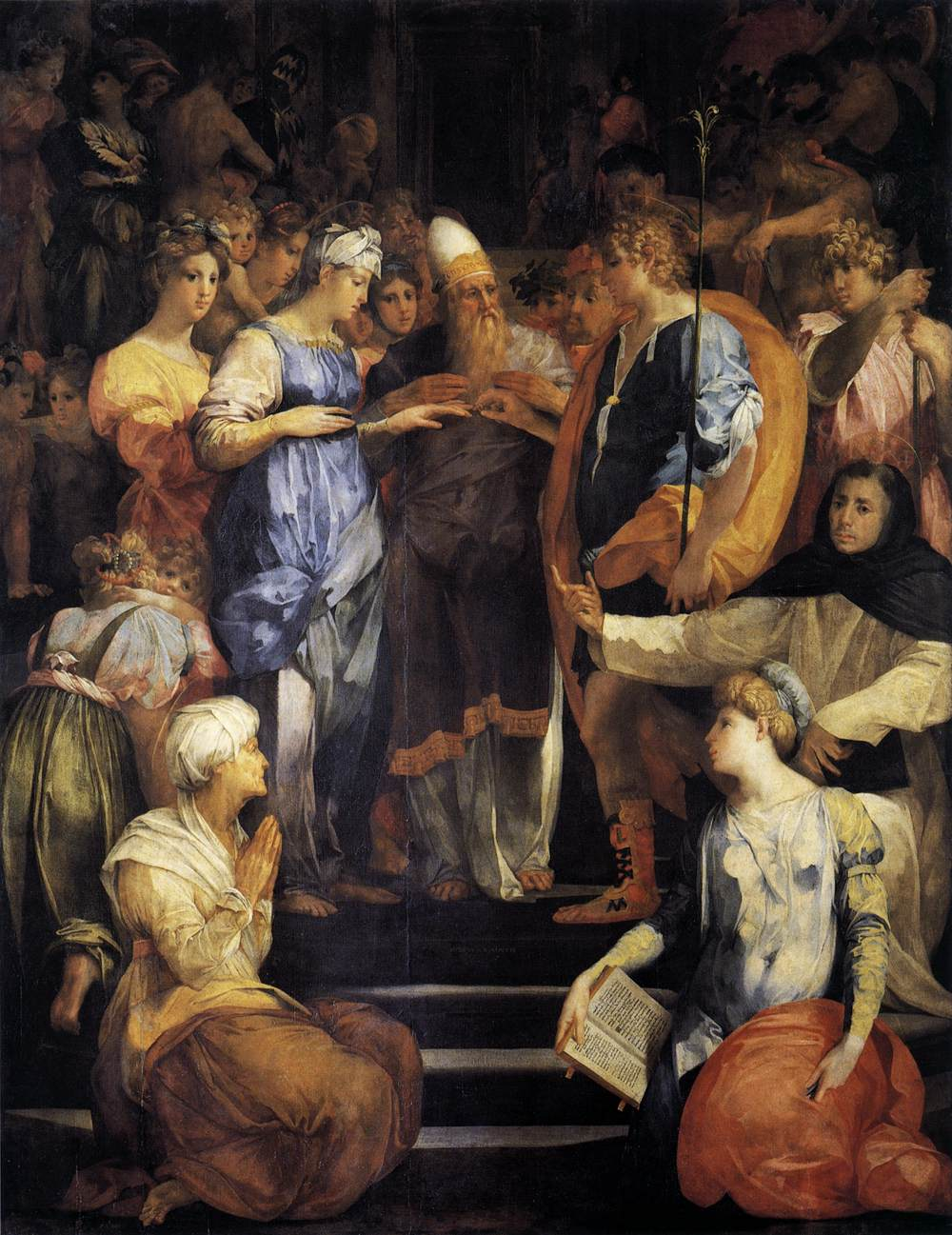
Rosso Fiorentino, Mariage de la Vierge.

Dans le sens inverse des aiguilles d'une montre, de droite à gauche, se présentent d'abord les chapelles de la nef de droite. Dans la première, est exposée le Martyre de San Sebastiano de Jacopo Chimenti, dans la seconde le Mariage de la Vierge (1523), un chef-d'œuvre du maniérisme toscan de Rosso Fiorentino, dans lequel Marie (mère de Jésus) et Joseph sont les deux jeunes protagonistes d'une joyeuse fête à laquelle participent divers invités, à l'intérieur d'une composition non conventionnelle et avec une application de couleur particulièrement vive. Joseph y est notamment représenté en jeune homme contrairement à la tradition. La pierre tombale du musicien Francesco Landini (1397), l'un des fondateurs de l'Ars nova, est sur le mur gauche de cette chapelle. Dans la troisième chapelle, est exposée  Saint Laurent et les âmes du purgatoire de Niccolò Lapi, dans la quatrième l'Assomption de Michele Tosini. La cinquième n'a pas d'œuvres majeures, la sixième expose l'Adoration des mages de Girolamo Macchietti, la septième n'a pas de décorations notables. Sur le mur qui borde le transept se trouve le ciboire du Sacrement de Desiderio da Settignano (vers 1460), une œuvre très copiée et citée, qui se distingue par sa délicatesse : une Pietà est à la base, surmontée de deux anges chandeliers ; au centre, le ciboire actuel, encadré par une vue en perspective d'une église peuplée d'anges en adoration ; en haut, enfin, un Enfant-Jésus bénissant, prototype d'un sujet qui eut une large diffusion.

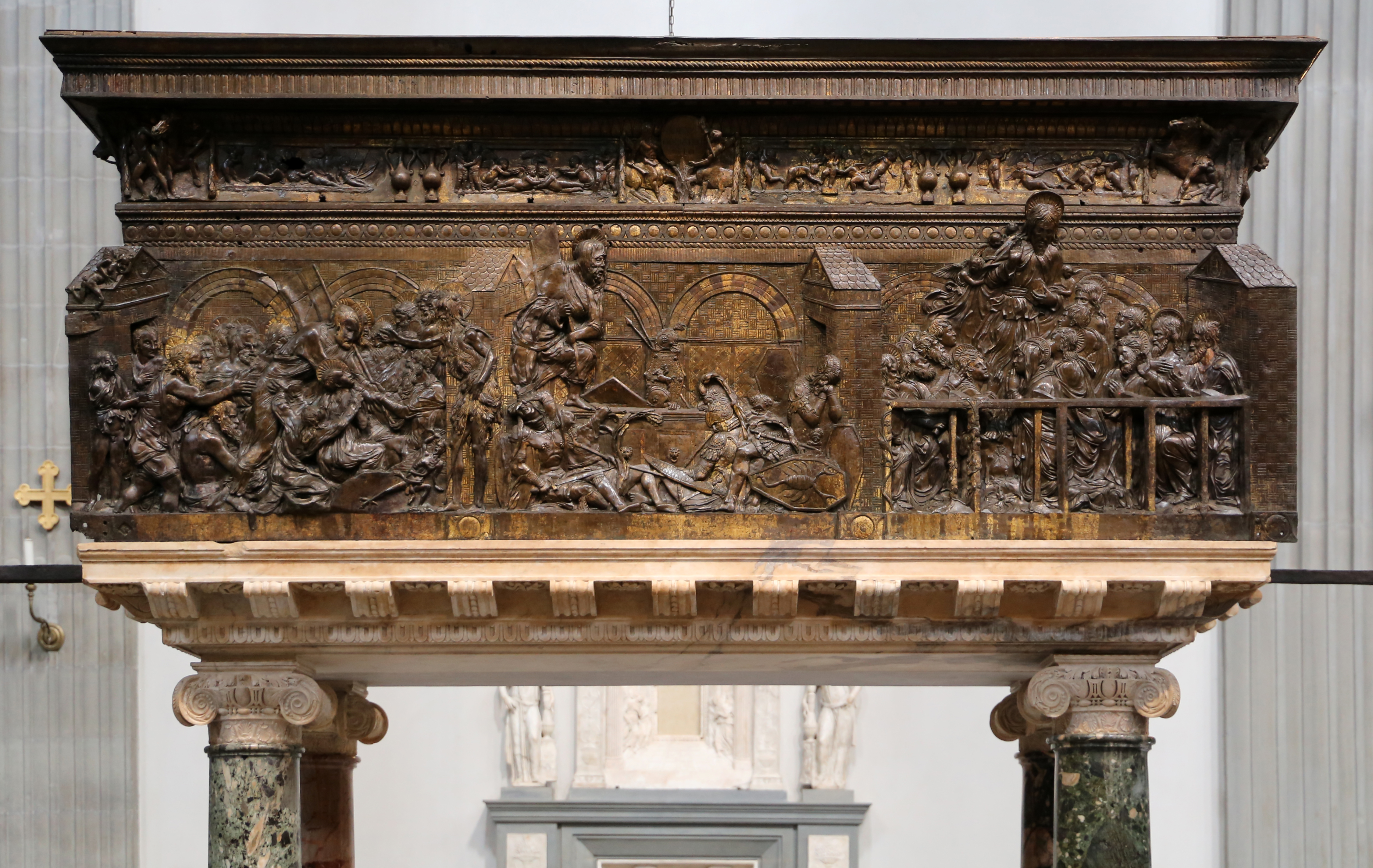
Donatello, Chaire de la Résurrection.

Devant elle se trouve la Chaire de la Résurrection, jumelle de la Chaire de la Passion de l'autre côté. Conçues comme de simples panneaux, assemblées plus tard sous leur forme actuelle, ce sont les dernières œuvres de Donatello, dans lesquelles son esprit anticonformiste et révolutionnaire est capturé à l'extrême, réalisé dans un climat culturel désormais étranger à ses recherches, après sa longue absence à la ville et revenant de Padoue. Elles ont été sculptées dans le style stiacciato avec l'aide de Bertoldo di Giovanni et Bartolomeo Bellano vers 1460. La chaire de droite montre la Descente aux Enfers, la Résurrection et l'Ascension, en une seule scène divisée par des « portes » symboliques, tandis que Marie au sépulcre, la Pentecôte et le Martyre de saint Laurent constituent des épisodes isolés. Dans les épisodes jugés autographes, on perçoit un drame intense, une utilisation de l'espace sans scrupules et une expressivité très forte, accentuée par une finition souvent rugueuse, d'une modernité absolue. Saint Luc et le Christ moqué sont des œuvres en bois de 1616 et 1634 traitées à l'imitation du bronze et ajoutées seulement après remontage. Sur la frise, à l'intérieur d'un médaillon soutenu par deux centaures, figure la signature de l'artiste.

### Bras droit du transept
La chapelle droite du transept droit contient un fragment d'un ancien sarcophage, déjà utilisé comme couverture pour la tombe du bienheureux Nicolas Sténon (aujourd'hui sur le côté opposé, dans un monument du XVIIe siècle), au-dessus duquel se trouve une fresque avec un Vierge délicate, de Niccolò di Tommaso ; sur l'autel est posé un crucifix dramatique en bois de liège d'Antonio Pollaiuolo.
La chapelle en tête du transept dédiée au Saint-Sacrement, abrite un tableau de San Zanobi de Fabrizio Boschi (fin XVIe siècle), et le monument funéraire de Caroline de Saxe, première épouse de Léopold II (grand-duc de Toscane), qui mourut en 1832. Il s'agit d'une œuvre réalisée par l'Opificio delle pietre dure par Opus sectile en 1857. Sur le mur de droite, La Nativité avec les saints Marc et François est de l'atelier de Domenico Ghirlandaio (Maître du Tondo Borghese, fin du XVe siècle).

### Chœur

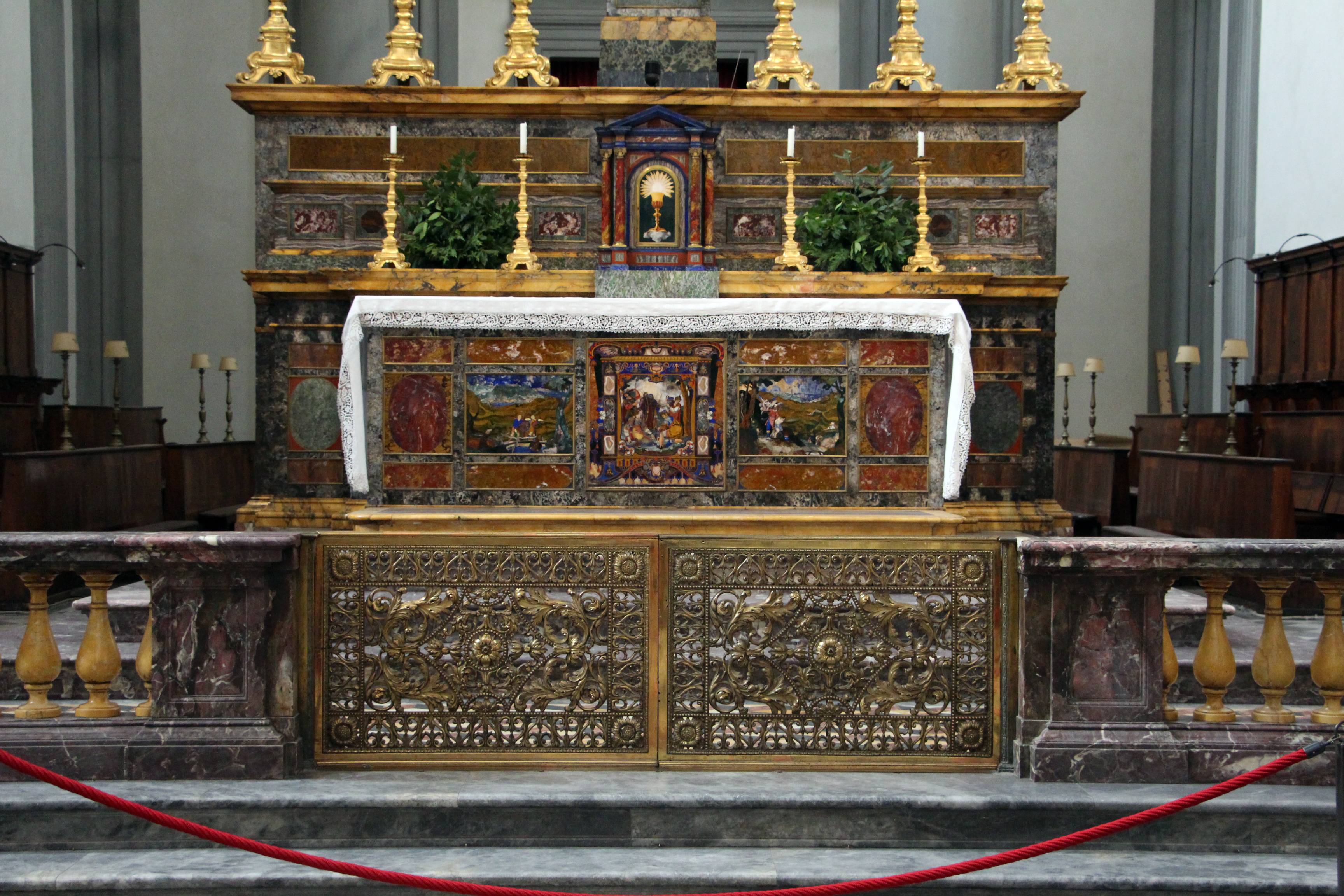
Gaspare Maria Paoletti, maître-autel est en pierre semi-précieuse, 1787.

La première chapelle de droite contient sur les murs deux monuments funéraires de Leopoldo Costoli et sur l'autel, un retable de la seconde moitié du XVIIIe siècle avec Sainte Anne éduquant la Vierge. La chapelle suivante n'a pas de décorations remarquables.
Le dôme à l'intersection des bras est décoré de la Gloire des saints florentins, une grande fresque de Vincenzo Meucci de 1742, commandée par Anne-Marie-Louise de Médicis ; dans les pendentifs, Quatre Pères de l'Église sont du même artiste.
Le maître-autel est en pierre semi-précieuse ; conçu par Gaspare Paoletti en 1787, il est surmonté d'un crucifix en marbre attribué à Valerio Cigoli. La forme recadrée du chœur, qui était autrefois décorée de fresques de Pontormo, remonte à l'arrangement réalisé par Gaetano Baccani en 1860 après sa démolition partielle au XVIIIe siècle. Devant l'autel, une grille en bronze entre les motifs géométriques du sol (en marbre polychrome, porphyre et serpentine qui dessinent les armoiries des Médicis) marque le lieu de sépulture dans la crypte sous-jacente de Cosme de Médicis, pater patriae. Il s'agit d'un lieu absolument exceptionnel pour une sépulture civile, qui reprend celle des tombeaux des saints ou des reliques les plus précieuses, et qui témoigne de l'extraordinaire prestige de la dynastie des Médicis dans la basilique laurentienne.
Dans la chapelle suivante, une vitrine contient une Vierge à l' enfant en bois attribuée à Giovanni Fetti et datée après 1382. Sur le mur de droite est exposé Saint Laurent entre les saints Stéphane et Leonard attribué à Raffaellino del Garbo, et sur celui de gauche, la Nativité avec les saints Julien et François de l'école de Domenico Ghirlandaio du début du XVIe siècle.
Dans la dernière chapelle, sont exposés un retable de l'atelier de Ghirlandaio (Saint Antoine Abate intronisé entre les saints Laurent et Julien et dans la prédelle Histoires des trois saints) et un monument de Giovanni Dupré dédié à Berta Moltke Withfield, de 1864.

### Sagrestia Nuova

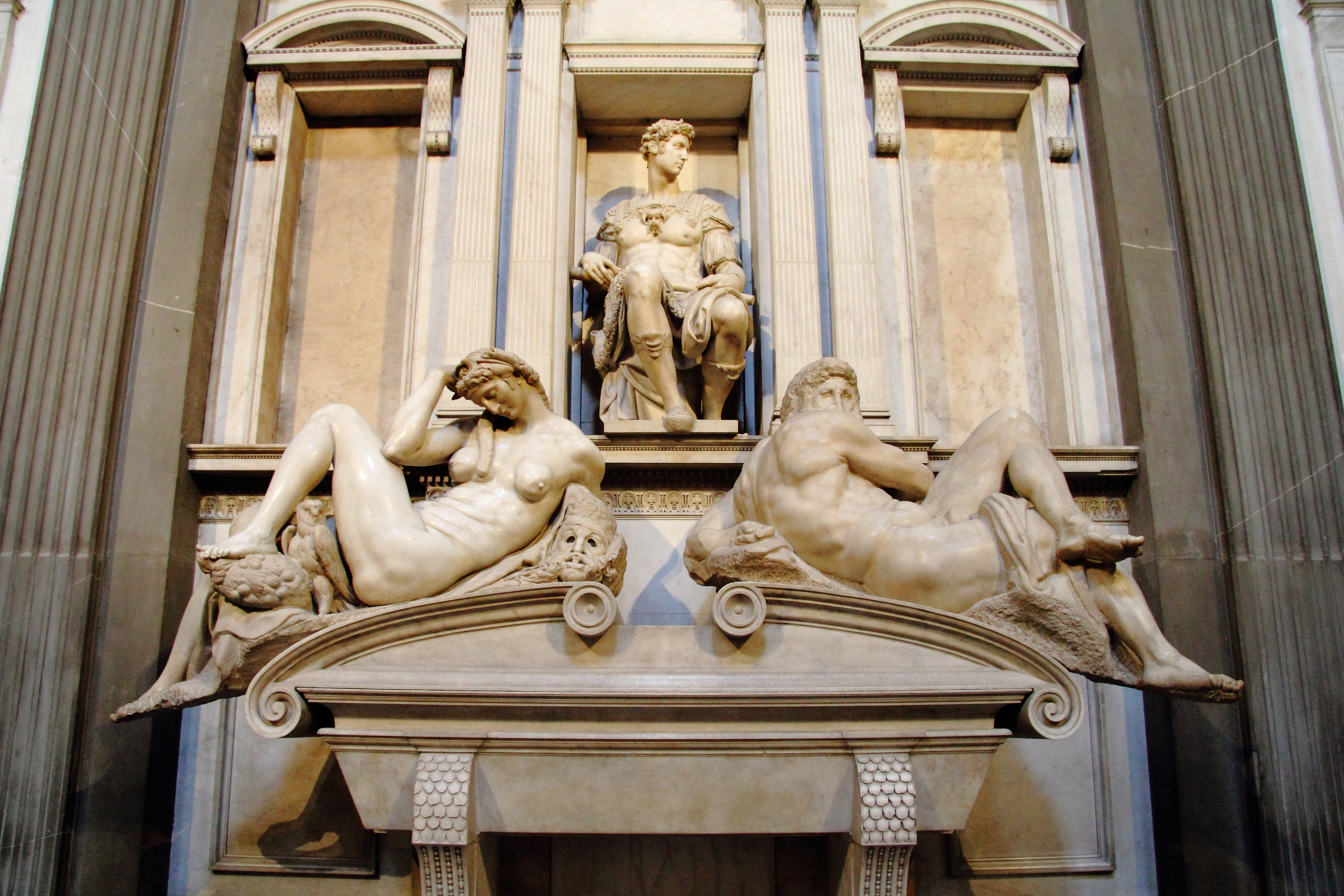
Tombeau de Julien de Médicis.

Construite par étapes par Michel-Ange entre 1521 et 1534, la Sagrestia Nuova fait partie du projet Médicis d'avoir une sépulture digne pour les membres de la famille, qui, entre-temps, montait progressivement en puissance grâce surtout à l'élection à la papauté de Léon X et l'obtention des premiers titres ducaux.
Michel-Ange est parti du plan de la sacristie de Brunelleschi et a construit la nouvelle sacristie à l'extrémité droite du transept, divisant l'espace en formes plus complexes, avec des arcs de triomphe qui s'ouvrent sur une sorte d'abside. Enfermés dans les deux murs latéraux, il crée les tombeaux monumentaux dédiés au duc de Nemours Julien et à son neveu duc d'Urbin Laurent, pour lesquels il sculpte pour chacun trois sculptures : les Allégories du Temps, couchées au-dessus des tombes, et les portraits des Ducs au-dessus. Pour le tombeau de Julien de Médicis, assis dans une fière posture, il choisit le Jour et la Nuit ; pour celui de Laurent, présenté dans une pose mélancolique et pensive, le Crépuscule et l'Aube.
Les deux statues regardent vers le centre de la chapelle où Michel-Ange a créé et placé une Vierge avec Jésus sur ses genoux. Tournant leur regard vers la représentation sacrée, les ducs expriment les penchants religieux de l'artiste, selon lesquels, lorsque les gloires terrestres passent, seules la spiritualité et la religion sont capables de soulager les angoisses des hommes. L'ensemble est complété par les statues des Saints Cosme et Damien, œuvres des élèves de Michel-Ange.
Laurent le Magnifique et son frère Julien de Médicis, pour qui Michel-Ange n'a jamais eu le temps de construire une sépulture monumentale, sont également enterrés sous l'autel.

### Chapelle des Princes

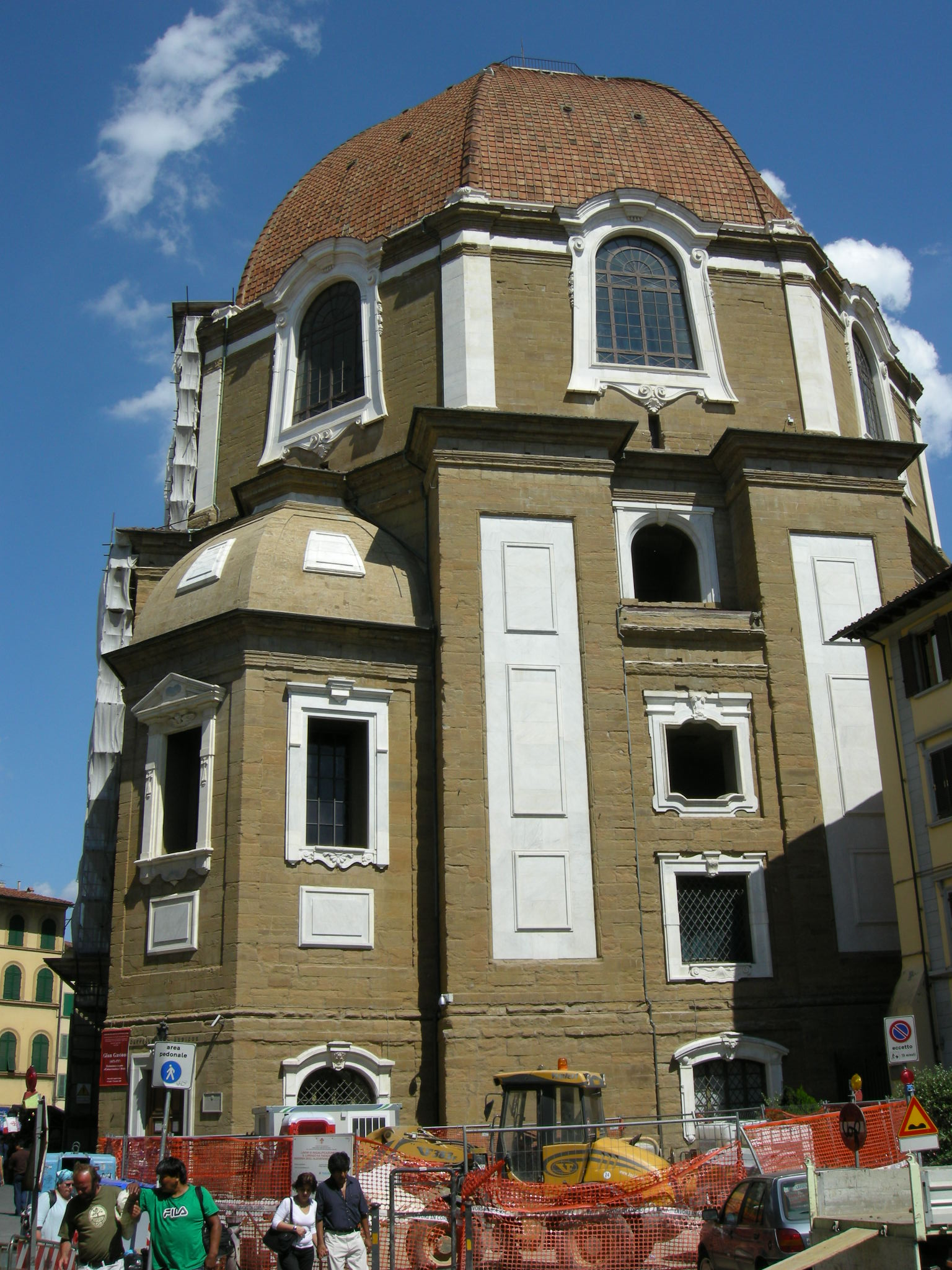
Chapelle des Princes.

Située au premier étage, la somptueuse salle octogonale mesure 28 mètres de large et est surmontée de la coupole de la basilique. Elle est commandée par Ferdinand Ier de Médicis à l'architecte Matteo Nigetti en 1604, et est apparemment basée sur un dessin de Jean de Médicis (1567-1621), frère du même grand-duc. Bernardo Buontalenti est également intervenu dans le projet.
Les marqueteries qui décorent toute la surface de la chapelle ont été réalisées avec du marbre sombre et des pierres semi-précieuses qui créent un effet scénographique éblouissant. Pour la réalisation de cette œuvre, l'atelier-manufacture de l'Opificio delle Pietre Dure a été spécialement créé en 1588, en tant que laboratoire pour l'art du dit commesso florentin. Dans le socle, où sont reproduites les armoiries des seize villes toscanes fidèles à la famille des Médicis, on a fait usage de pierres semi-précieuses, de nacre, de lapis-lazuli et de corail.
Les huit niches auraient dû abriter les statues de tous les grands-ducs, même si seules celles de Ferdinand I et de Ferdinand II de Médicis ont été réalisées, en bronze doré, par Pietro Tacca et son fils Ferdinando Tacca, exécutées entre 1626 et 1642.
Au centre de l'atrium, dans les intentions des clients, devait se trouver le Saint-Sépulcre, mais les différentes tentatives pour l'acheter ou le voler à Jérusalem échouèrent.
Les sarcophages sont en fait des cénotaphes vides et les véritables restes des grands-ducs et de leurs familles jusqu'à Anne-Marie-Louise de Médicis, dernière héritière de la dynastie, sont conservés dans de simples niches cachées derrière les murs.

### Sagrestia Vecchia

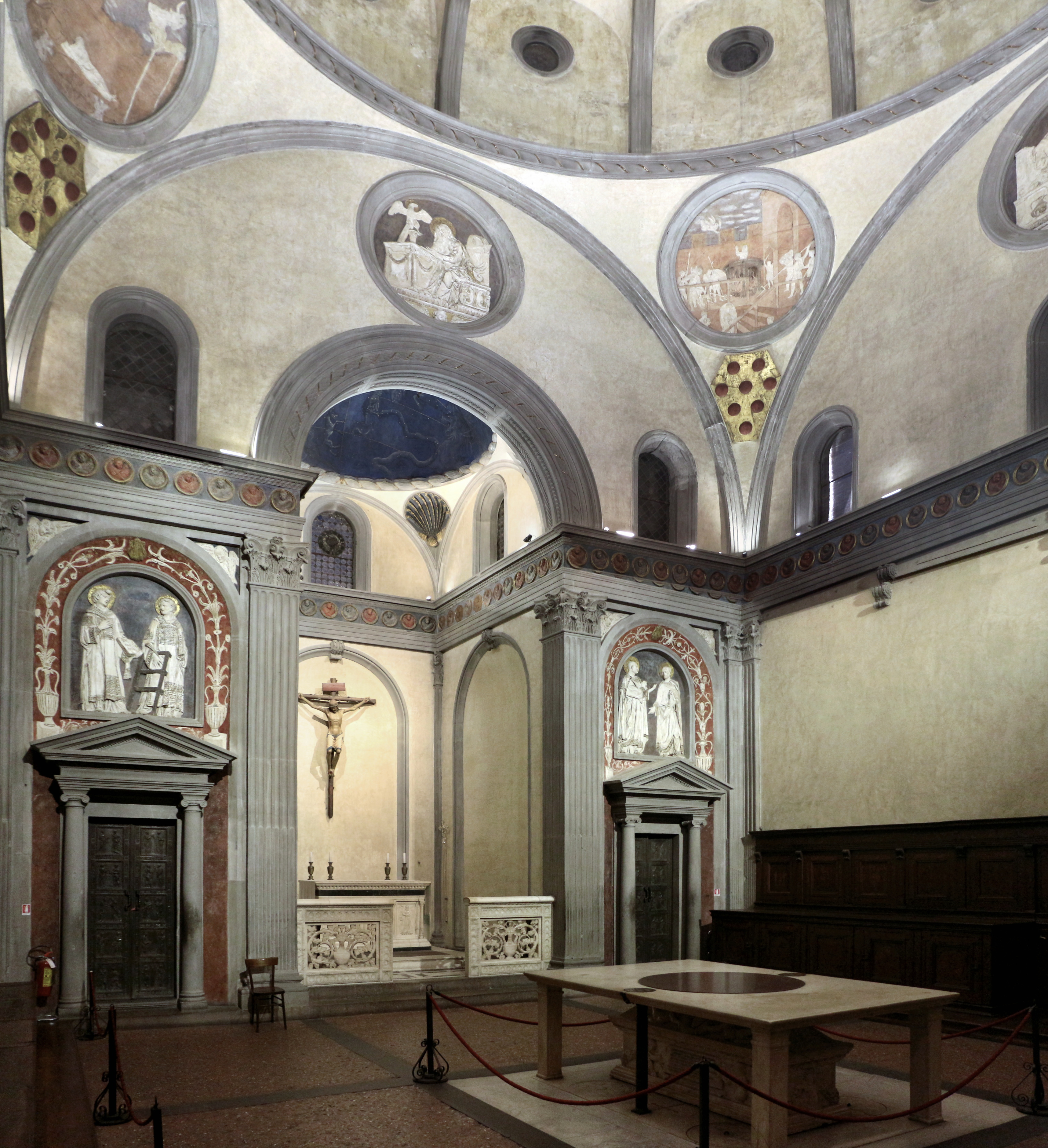
Sagrestia vecchia.

Chef-d'œuvre du XVe siècle, la Sagrestia Vecchia est la première partie de San Lorenzo à être achevée par Brunelleschi pour le compte des Médicis qui souhaitaient construire leur propre mausolée (1421-1428 ). Elle se situe sur le côté gauche du transept.
La chapelle, dédiée à saint Jean l'Évangéliste, est structurée comme un espace cubique recouvert d'une coupole hémisphérique en forme de parapluie, et est divisée en 12 segments par des nervures. Brunelleschi s'est trouvé dans la position d'avoir à résoudre la relation entre des espaces structurellement analogues. Il réunit deux pièces à base carrée, mais de hauteurs différentes : la sacristie proprement dite et la petite salle avec l'autel. Le jeu de couleurs de la pierre grise et du plâtre est encore renforcé par la présence de stucs peints : la frise aux Angelots et séraphins, les tondi des Évangélistes sur les murs et ceux avec les Histoires de saint Jean l'Évangéliste dans les pendentifs du dôme, œuvres de Donatello, également auteur des heurtoirs des portes de bronze, avec les Saints, Martyrs, Apôtres et Pères de l'Église. Le chromatisme violent et l'expérimentalisme exaspéré des œuvres de Donatello, également protégé des Médicis, sont à l'origine d'un fort désaccord entre le sculpteur et Brunelleschi, qui l'accuse de vouloir détourner l'attention des proportions architecturales de la chapelle. Le désaccord entre deux artistes, qui formaient un couple très soudé depuis des années, a ensuite conduit à l'exclusion de Donatello de la décoration d'autres œuvres de Brunelleschi comme la Chapelle des Pazzi.
La fusion parfaite entre la rigueur de l'architecture et la variété de la décoration plastique en fait « l'une des créations les plus complètes et les plus cohérentes de la première Renaissance florentine ».
Les fresques de la voûte de la coupole de l'abside représentent la situation cosmologique du Soleil, de la Lune, des cinq planètes et des constellations telle qu'elle apparaissait au-dessus de Florence la nuit du 4 juillet 1442, ou plus tôt dans la matinée du 6 juillet 1439 avec les positions les plus exactes du Soleil et de la Lune, le jour et à l'instant même où il a été lu au Concile de Bâle-Ferrare-Florence-Rome, en la présence du pape Eugène IV et de l'empereur lui-même, Jean VIII Paléologue, des cardinaux Giuliano Cesarini (1398-1444) en latin et Bessarion en grec, la bulle « Laetentur Coeli », « De l'union des Églises latine et byzantine ». On suppose que la voûte céleste a été peinte par le peintre-décorateur éclectique Giuliano d'Arrigo, connu sous le nom de Giuliano Pesello.
Sur le mur gauche de la chapelle, dans une ouverture ornée d'une grille de bronze, le monument funéraire de Jean de Médicis (1421-1463) et Pierre Ier de Médicis dit Pierre le Goutteux, fils de Cosme de Médicis, commandé en 1472 par les fils de Pierre lui-même, Laurent de Médicis et Julien de Médicis est l'œuvre autographe de Andrea del Verrocchio, une œuvre très originale en marbre, bronze et pietra serena qui a inspiré de nombreuses créations de la Renaissance florentine. Le buste de Saint Laurent est attribué à Desiderio da Settignano. Au centre, sous la table de marbre avec des incrustations circulaires de porphyre, se trouve le tombeau de Jean de Médicis (1360-1429) et Piccarda de Bueri par Andrea Cavalcanti (1434).

### Bras gauche du transept

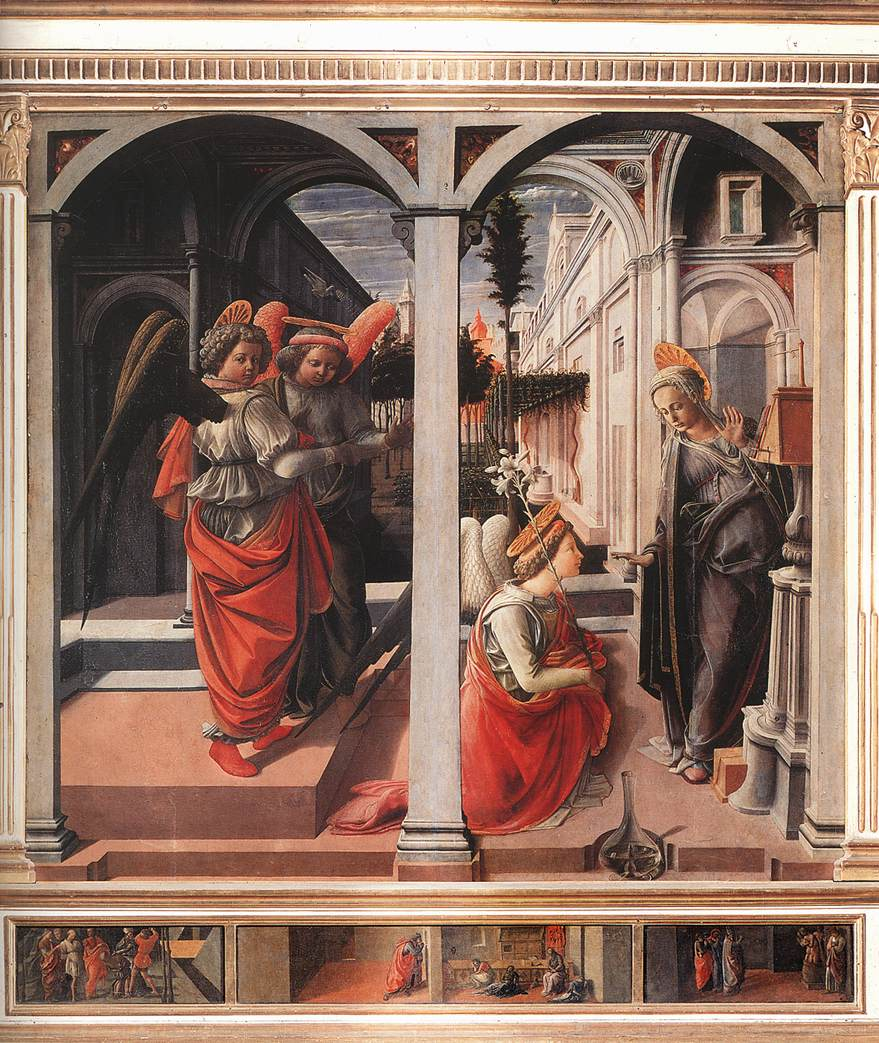
Fra Filippo Lippi, Annonciation Martelli.

La chapelle en tête du transept gauche est appelée « dei Santi Cosma e Damiano » (« des saints Cosme et Damien ») ou « delle Reliquie » (« des reliques »). Étroitement liée au patronage des Médicis de la Sagrestia Vecchia voisine, elle abrite les armoires en bois où sont conservés les nombreux reliquaires fournis à la basilique. Sur l'arc d'entrée, deux fresques sont attribuées à Bernardino Poccetti, les Saints Cosme et Damien et Saint Charles Borromée et un autre prélat (datées de 1611). L'autel est décoré d'une Vierge à l'Enfant du XIVe siècle (attribuée au Maître éponyme de la Madonna di San Lorenzo, disciple du Maestro della Santa Cecilia), encadrée par une toile avec les Saints Laurent, Ambroise et Zénobe par Francesco Conti (1714). Sur l'autel une inscription de 1714 remémore Cosme III de Médicis comme « Etruscorum Rex ».
La chapelle Martelli suit sur la gauche. Outre le cénotaphe néo-Renaissance à Donatello de Dario Guidotti et Raffaello Romanelli (1896), dédié au sculpteur qui est enterré dans la crypte, deux œuvres Renaissance importantes y sont exposées : le Sarcophage de la famille Martelli (vers 1455) par Donatello lui-même ou son atelier, simulant un grand panier d'osier, et l'Annonciation Martelli de Fra Filippo Lippi (vers 1450), premier retable rectangulaire de la basilique qui servit de modèle à tous les autres. La prédelle avec les Histoires de Saint Nicolas n'a peut-être aucun rapport avec l'œuvre et a été exécutée par Lippi avec l'aide de son assistant Francesco di Stefano Pesellino. Un crucifix en bois polychrome du XVe siècle est installé au-dessus de l'autel, et sur le mur de gauche, est exposée la toile de Giuseppe Nicola Nasini avec Saint Jérôme et l'Ange.

### Nef de gauche

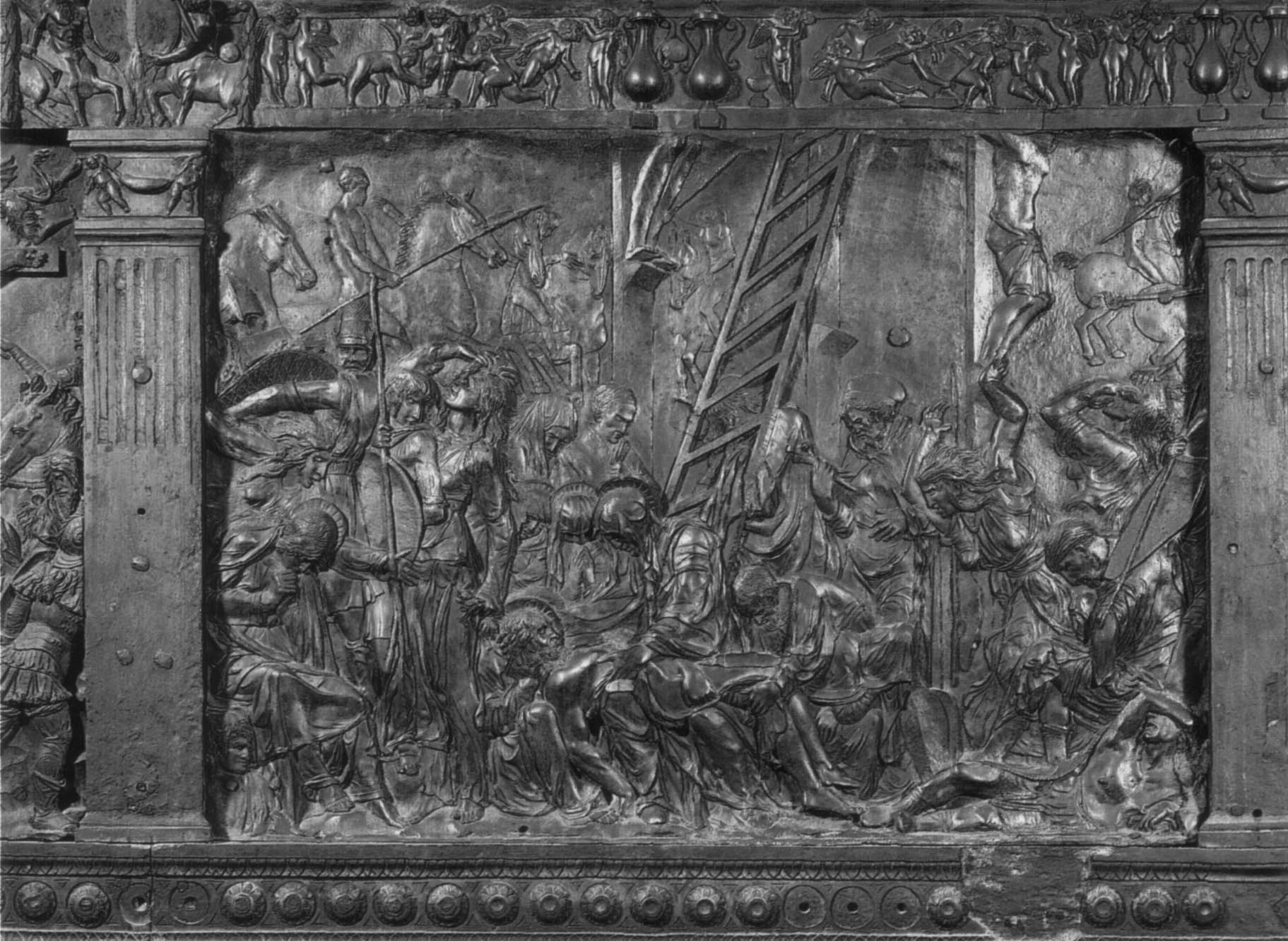
Donatello, Chaire de la Passion, la Déposition.

Le mur du bas-côté gauche près du transept est décoré d'une grande fresque avec le Martyre de saint Laurent de Bronzino (1565-69), riche en références à Michel-Ange. Devant elle se trouve l'autre chaire de Donatello, celle de la Passion, avec le chef-d'œuvre de la scène de la Déposition.
Au-dessus de la porte donnant sur le cloître se trouve la tribune du chœur pour l'orgue, attribuée à Donatello au début du XXe siècle en raison de son affinité indéniable avec la Cantoria de Donatello à Santa Maria del Fiore, dont elle reprend le schéma architectural et le frise placée derrière les colonnes. Plus tard, les critiques l'ont attribué aux ouvriers d'atelier en raison de la moindre élégance et de la liberté de composition des reliefs. Elle devrait dater des années 1460.
Dans les chapelles latérales se trouve, en continuant dans le sens inverse des aiguilles d'une montre, un retable de Pietro Annigoni, Le Christ et saint Joseph dans l'atelier, qui, en raison du fond doré, ressemble à une œuvre plus ancienne mais date de 1964. Le rendu de la scène entre le père et le fils, pénétré d'un souvenir familier, avec saint Joseph qui semble affectueusement conscient du rôle du fils, suggérée également par la planche de bois au premier plan qui forme une croix, est remarquable. Suit : la Crucifixion de Saint Acatius et ses compagnons par Giovanni Antonio Sogliani, un crucifix en bois de l'école allemande (probablement réalisé par Paul Moerich) flanqué de deux pleureuses sur toile de Lorenzo Lippi, une Madone intronisée entre les saints Laurent et Zénobe (à partir de 1877), la Crucifixion de Francesco Conti, venant de l'église San Jacopo Soprarno et documentée en 1709, l'Appel de saint Matthieu de Pietro Marchesini (vers 1739).

### Crypte
Une cinquantaine de membres majeurs et mineurs de la famille sont enterrés dans la crypte de Bernardo Buontalenti, tandis qu'en partie haute, dans la grande salle octogonale surmontée d'une coupole, se trouvent les monumentaux cénotaphes des grands-ducs de Toscane.

### Orgues

#### Orgue principal

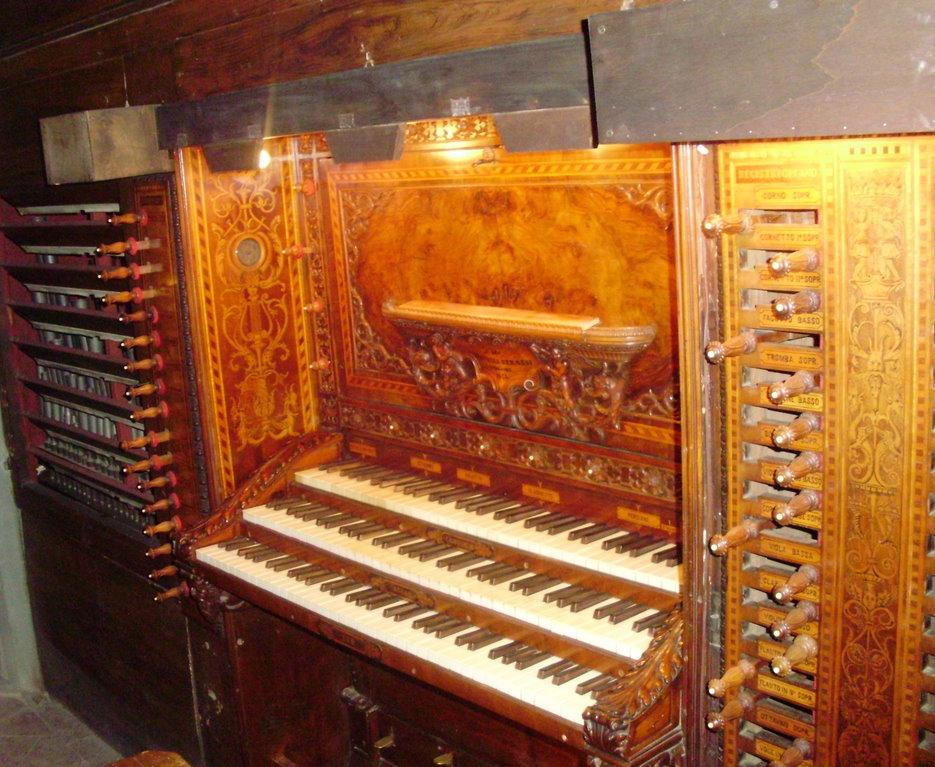
Console de l'orgue Serassi.

Le deuxième orgue, le plus grandiose, a été construit en 1864-1865 par la célèbre manufacture d'orgues des frères Serassi de Bergame à la demande du Gouvernement de l'Italie alors que Florence était capitale. Il est situé au sommet de l'abside.
L'instrument, somptueux et imposant, se compose de trois claviers de soixante-dix touches chacun et d'un pédalier droit et de 64 registres ; la console est un chef-d'œuvre d'ébénisterie, avec des sculptures très fines et très ornées. Le système de transmission est entièrement mécanique d'origine. À la suite de cette œuvre installée par Giacomo Locatelli, encore bien conservée, le roi Victor-Emmanuel II nomma M. Giacomo Serassi chevalier de l'Ordre des Saints-Maurice-et-Lazare, et accorda à la compagnie la faculté d'embellir l'emblème de son établissement artistique et industriel.

#### Orgue Renaissance
L'orgue le plus ancien, situé dans la tribune du chœur de Donatello, a été construit en 1502 par Benedetto Vantaggini de Volterra et agrandi par les frères Tronci en 1773. En 1896, Pietro Paoli de Campi Bisenzio a refait le soufflet, a ajouté quatre touches chromatiques dans la première octave et a redessiné le clavier et le pédalier. À l'occasion du seizième centenaire de l'église (1993-1994), l'orgue a été restauré par le facteur d'orgues Riccardo Lorenzini de Montemurlo qui lui a redonné ses caractéristiques originales. L'instrument possède un clavier de 47 touches avec une première octave courte et un pédalier de 14 pédales constamment combiné avec le clavier manuel.

#### Orgue du chœur
Dans le chœur, caché par le maître-autel, se trouve un troisième orgue à tuyaux qui a été construit en 1952 par la compagnie Tamburini et agrandi en 2007. Il possède deux claviers de 61 notes chacun et un pédalier concave-radiale de 32. Il est à entraînement électrique.

## Cloître des chanoines

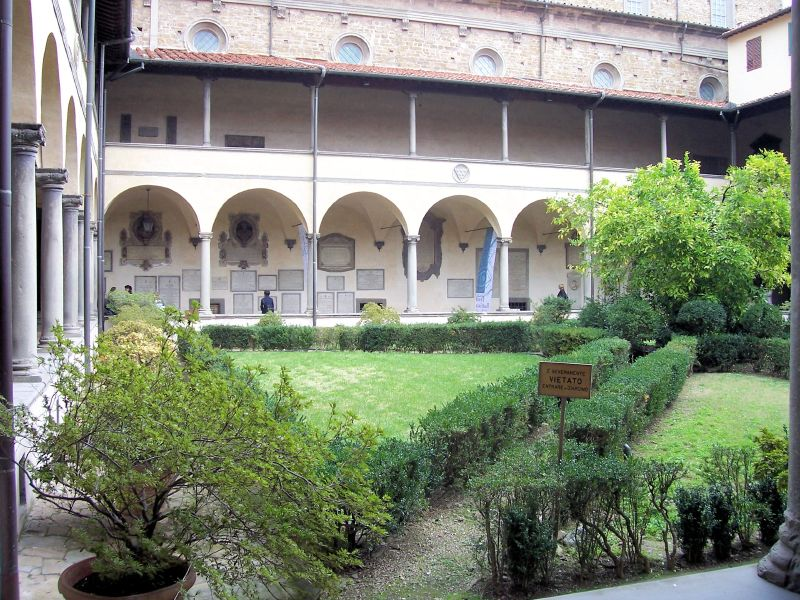
Cloître de la basilique.

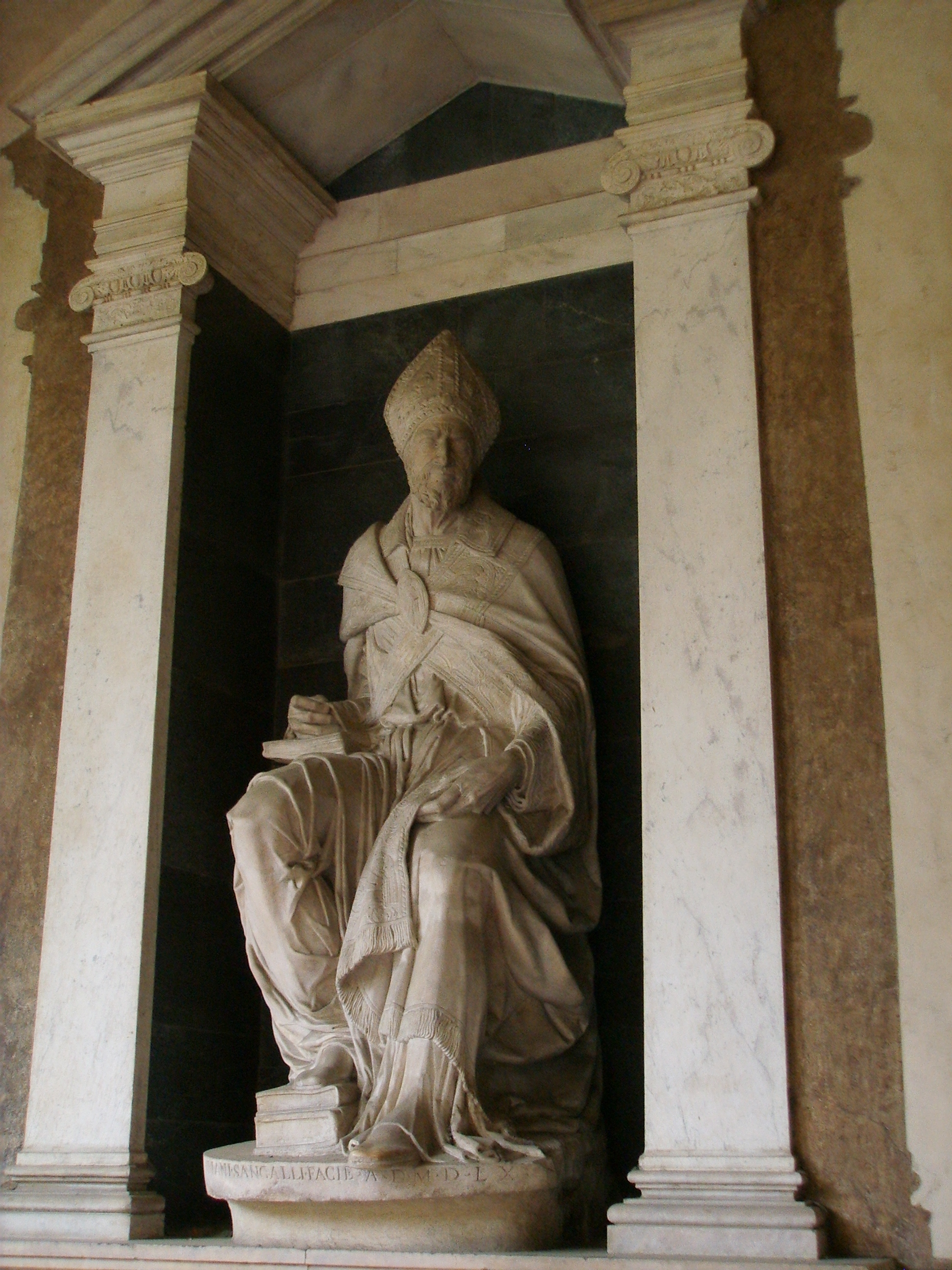
Francesco da Sangallo, monument de Paul Jove.

Conçu par Brunelleschi, mais construit après la mort du maître (1446) entre 1457 et 1460 par son élève Antonio Manetti, c'est le cloître principal de l'ensemble. Il a une double loggia, avec des arcs en plein cintre à l'étage inférieur et une architrave à l'étage supérieur. Il est accessible par le côté gauche de la façade. Autrefois, s'y trouvaient les maisons des chanoines et les divers environnements de la vie monastique.
Sur le mur droit du portique d'entrée se trouve une Vierge à l'Enfant en stuc, œuvre de Desiderio da Settignano, avec un cadre en terre cuite vernissé (1513), aujourd'hui difficile à admirer en raison du verre protecteur et de la hauteur de son positionnement. Du même côté, il y a de nombreuses pierres tombales, parmi lesquelles celle spécifiquement à la demande d'Anne-Marie-Louise de Médicis pour rappeler les travaux de consolidation du complexe en 1742. Dans le coin droit vers le transept de la basilique, se situe l'entrée de la Bibliothèque Laurentienne, conçue par Michel-Ange, avec son escalier à triple montée, tandis qu'à côté de la porte se trouve la statue en marbre du cômois Paul Jove, évêque de Nocera réalisée par Francesco da Sangallo (œuvre signée, 1560 ). De là, il est possible d'accéder à la crypte, rénovée par Bernardo Buontalenti, qui conserve les tombeaux de Cosme de Médicis et Donatello. Plus loin, une porte à tympan mène à la chapelle du Chapitre des Chanoines dont les stalles en bois ont été sculptées à la fin du XVe siècle.

## Plan général
| 1. Vieille Sacristie 2. Nouvelle Sacristie 3. Chapelle des Princes 4. Premier cloître 5. Second cloître 6. Bibliothèque Laurentienne 7. Chaire de Donatello 8. Chaire de Donatello 9. Tabernacle de Desiderio da Settignano 10. Chapelle Martelli 11. Chapelle du transept gauche 12. Chapelle du transept gauche 13. Martyre de saint Laurent, Bronzino 14. Le Mariage de la Vierge, Rosso Fiorentino |

## Liste des monuments funéraires
- Niccolò Martelli (transept nord)
- Cosme de Médicis (devant le maître-autel, simple dalle dans le sol)
- Cosme Ier de Toscane (Chapelle des Princes)
- Cosme II de Médicis (Chapelle des Princes)
- Cosme III de Médicis (Chapelle des Princes)
- Ferdinand Ier de Médicis (Chapelle des Princes)
- Ferdinand II de Médicis (Chapelle des Princes)
- Ferdinand III de Toscane (crypte)
- François Ier de Médicis (Chapelle des Princes)
- Jean de Médicis (1360-1429) (Sagrestia Vecchia)
- Jean de Médicis (1421-1463) (Sagrestia Vecchia)
- Julien de Médicis (1479-1516) (Sagrestia Nuova)
- Julien de Médicis (1453-1478) (Sagrestia Nuova)
- Laurent de Médicis (Sagrestia Nuova)
- Laurent II de Médicis (Sagrestia Nuova)
- Marie de Saxe (1799-1832) (transept nord)
- Pierre Ier de Médicis (Sagrestia Vecchia)

## Environs
On remarquera en vis-à-vis de la façade de l'église, de l'autre côté de la place San Lorenzo, l'observatoire Ximenes, premier observatoire astronomique de Florence.

## Galerie

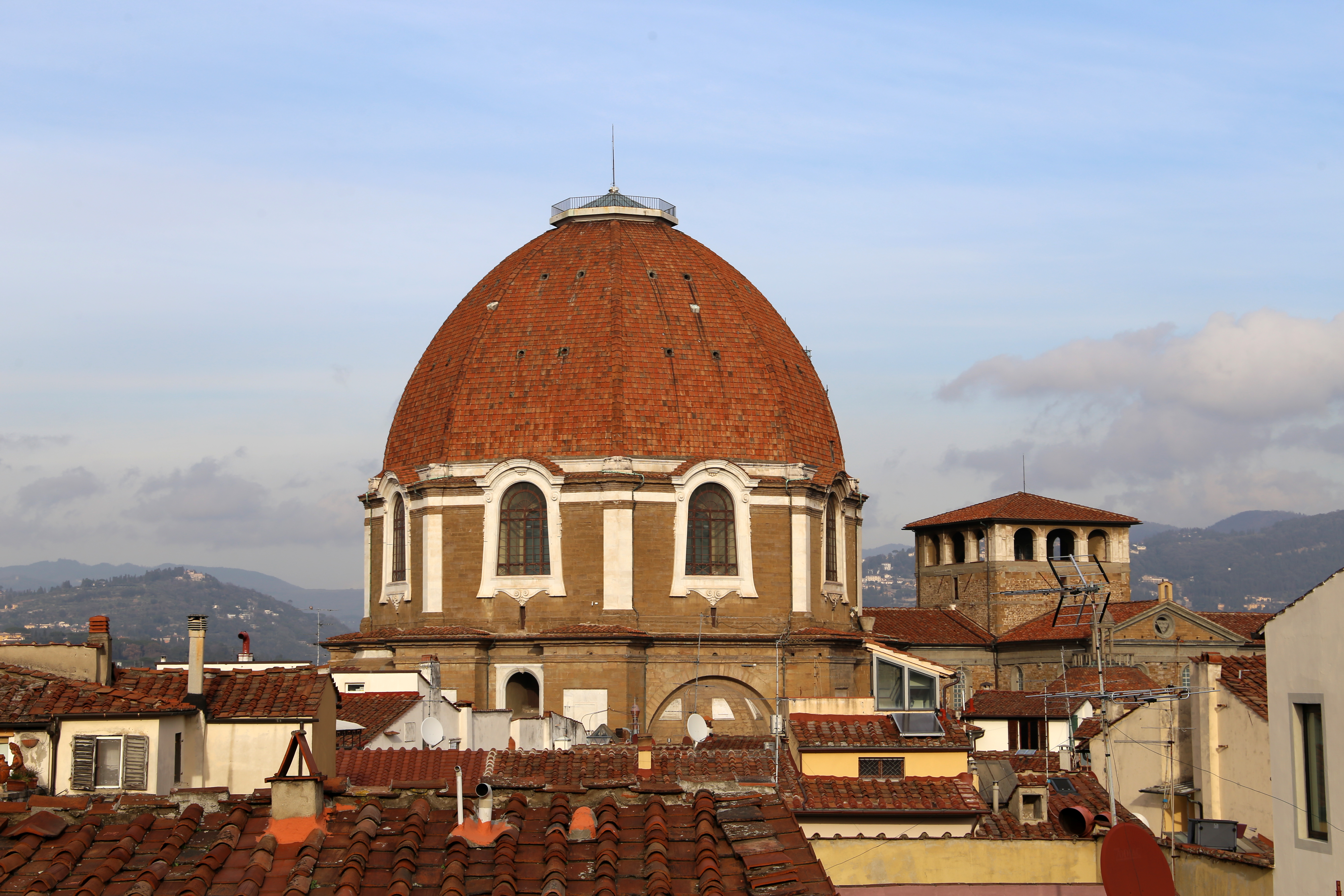
Le dôme de la chapelle des Princes.
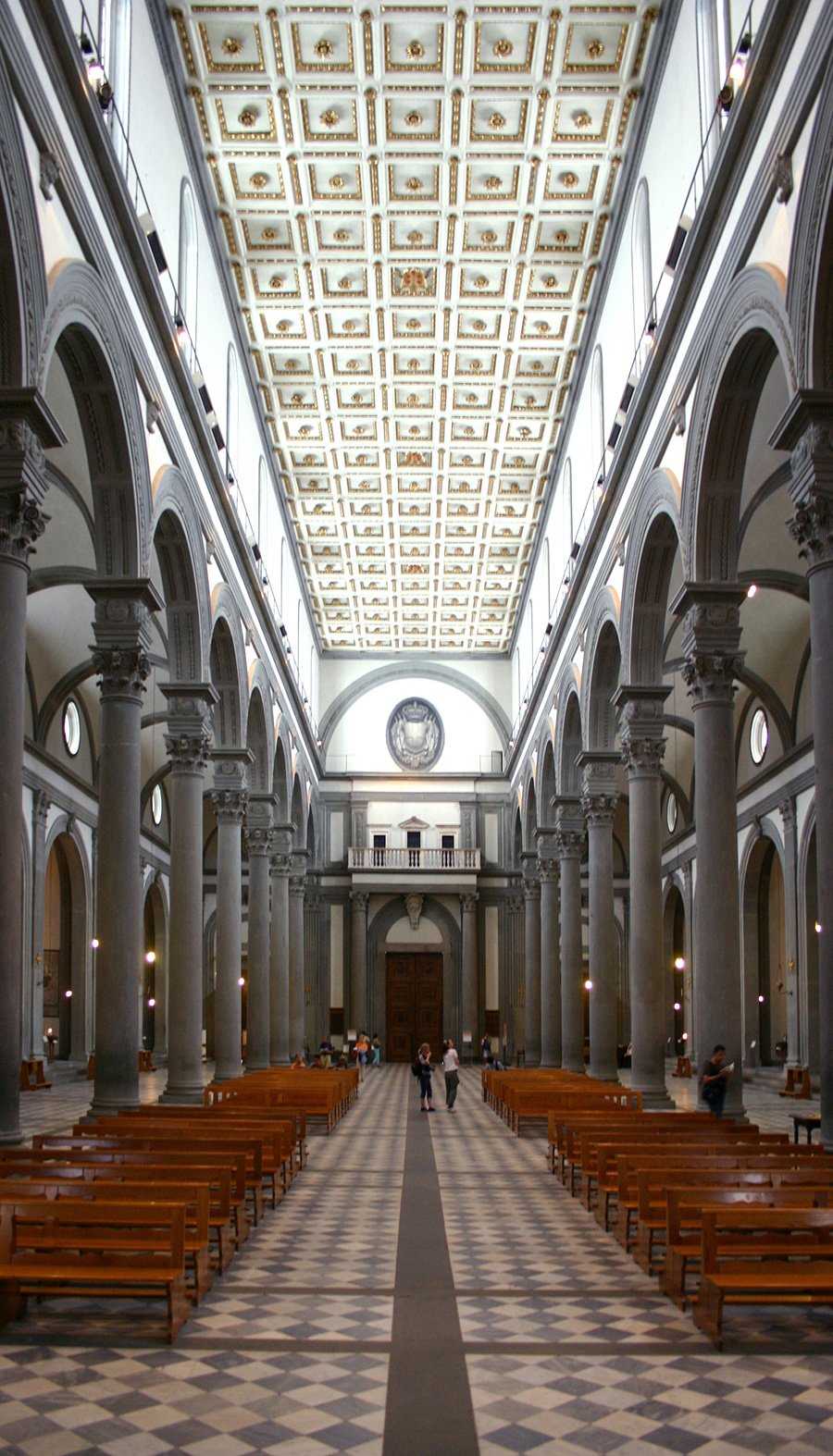
La nef, en direction de l'entrée.
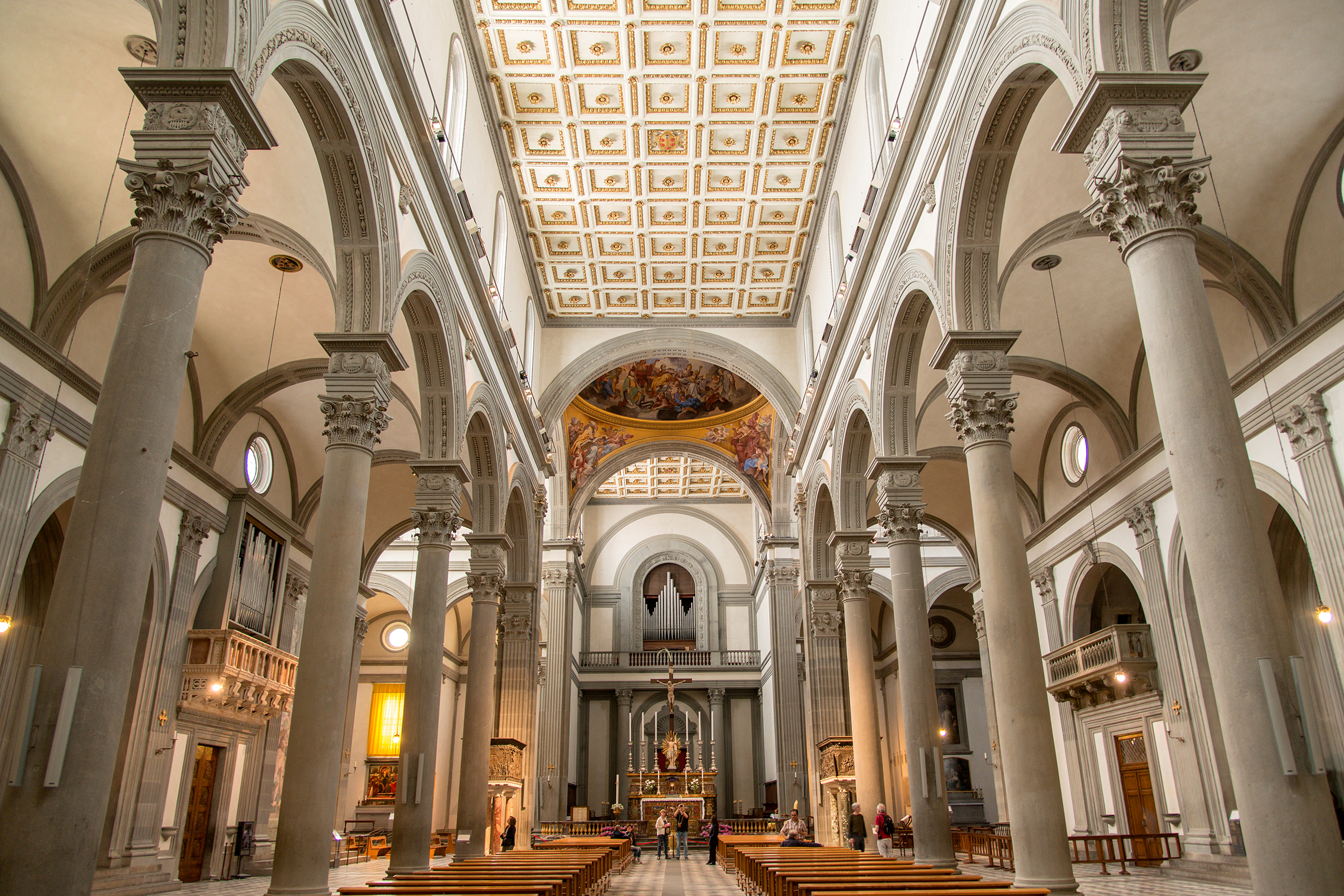
La nef, en direction du chœur.

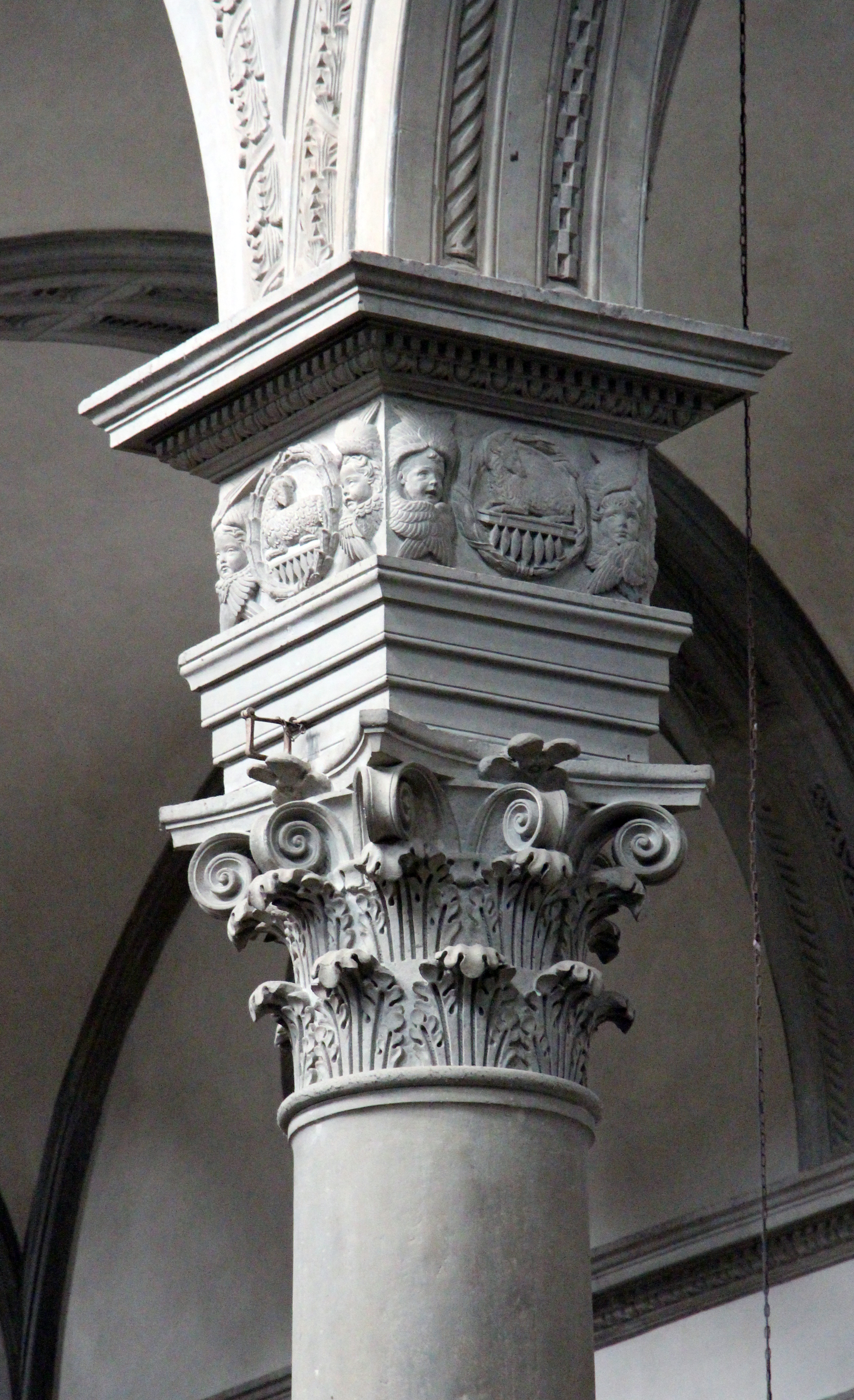
Chapiteau d'une colonne de la nef.
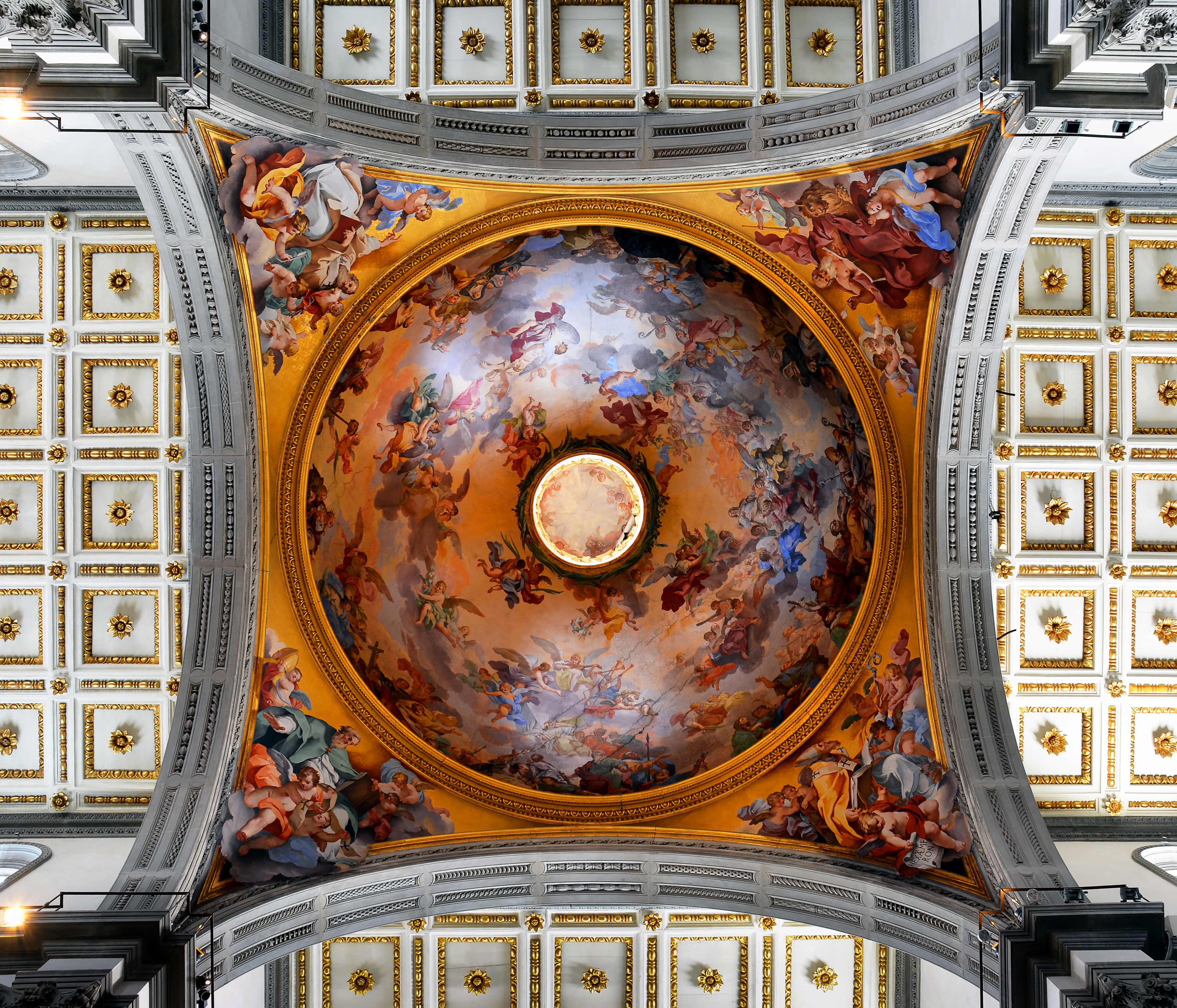
La voûte, peinte par Vincenzo Meucci.
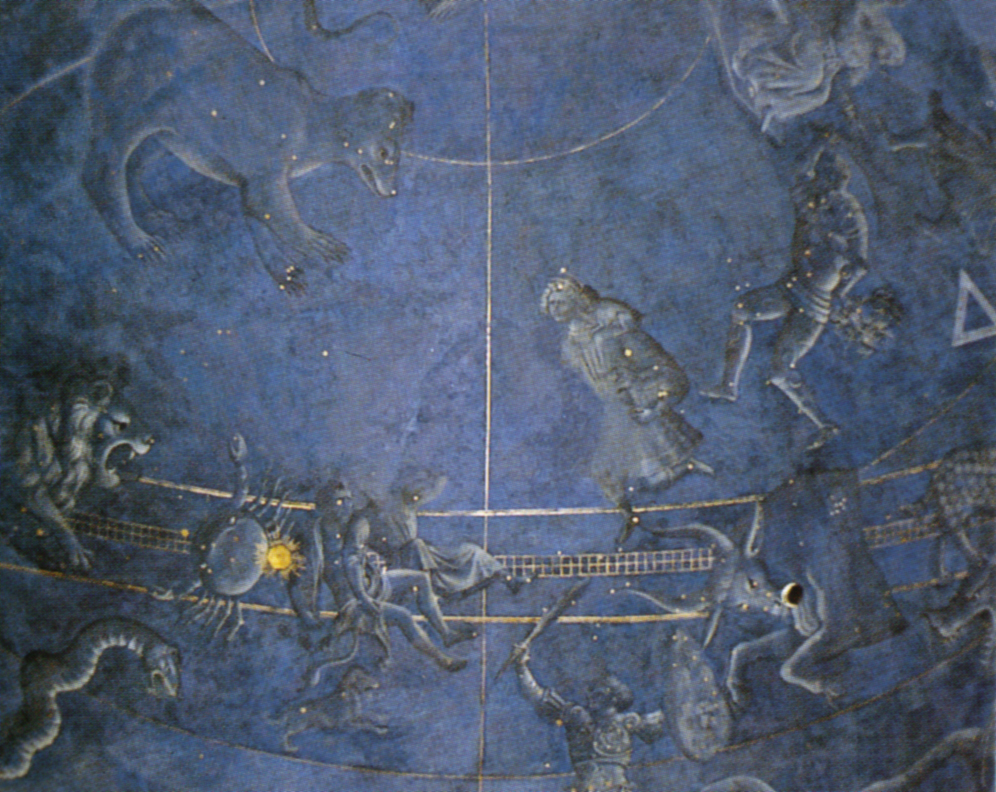
Le ciel astronomique de la Vieille Sacristie.